# Греческий военно-морской флот в Малоазийском походе
Греческий военно-морской флот (греч. Ελληνικό Βασιλικό Ναυτικό — Королевский флот Греции, либо просто Βασιλικό Ναυτικό, сокр. ΒΝ — Королевский флот, официальное название ВМФ Королевства Греция) в ходе Малоазийского похода греческой армии (1919—1922) не имел реального противника на море, за исключением самолётов морской авиации, принявших непосредственное участие в походе, действия флота как такового были ограничены поддержкой высадки войск, патрулированием и досмотром иностранных торговых судов в акватории Эгейского моря, несколькими обстрелами турецких портов на Чёрном море и, наконец, эвакуацией экспедиционного корпуса из Малой Азии в 1922 году.

Военно-морской флаг Королевства Греция с 1863 года.

Однако сам факт существования греческого военно-морского флота на последнем этапе войны приобрёл огромное значение как в военном, так и в дипломатическом отношении.

## Предыстория

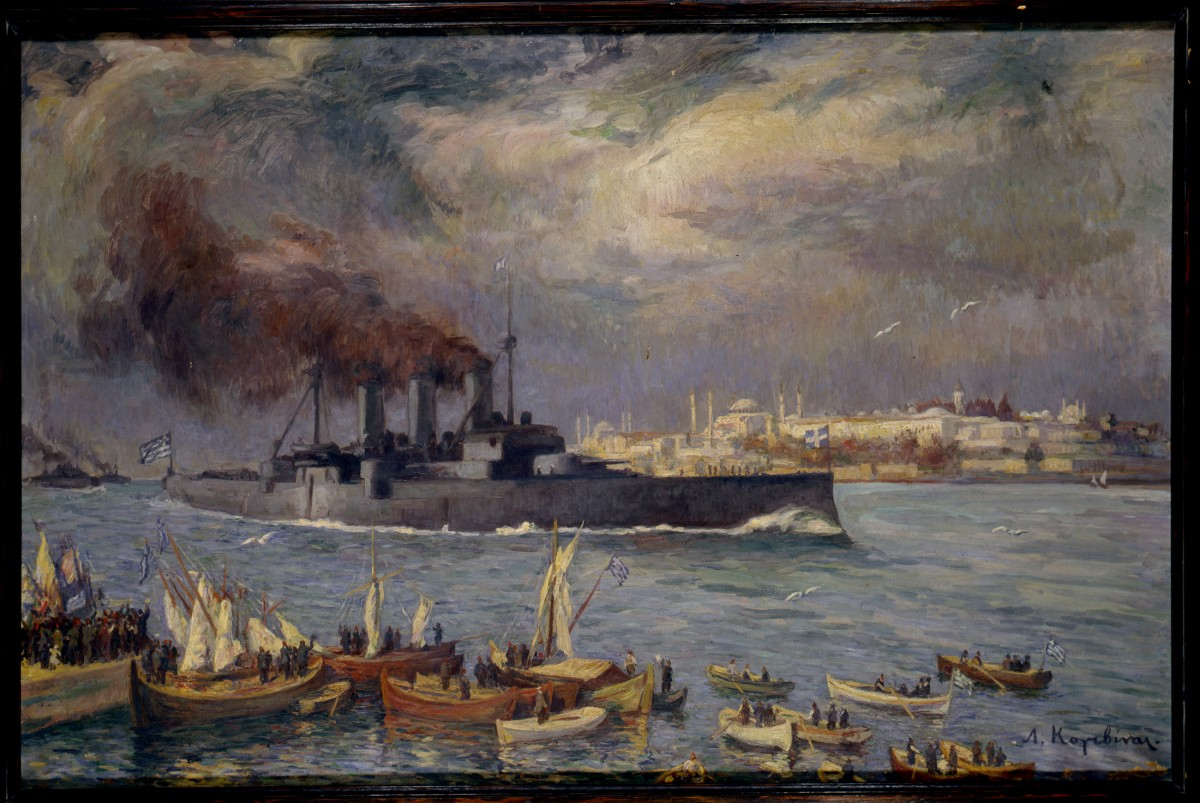
Греческий «Георгиос Авероф (крейсер)» в Константинополе в 1919 году (работа художника Ликурга Когевинаса).

В ходе Первой Балканской войны (1912—1913) и после побед над османским флотом в сражениях у Элли и при Лемносе, греческий флот запер османский флот в Дарданеллах и установил свой полный контроль в Эгейском море. В последовавшей через год Первой мировой войне османский флот оставался запертым в Дарданеллах флотами Антанты. После поражения Османской империи и подписания Мудросского перемирия (1918), османский флот «практически перестал существовать».
В Константинополе стали базироваться корабли стран Антанты, включая корабли военно-морского флота Греции. Для греков, сам факт постановки на якоря греческого флагмана «Авероф» напротив султанского дворца Долмабахче, почти через пять столетий после того как Константинополь был захвачен турками, естественным образом принял символический характер. Французский журналист и писатель M. Paillares в своей книге «Кемализм» (Paillarès, Michel Le Kémalisme devant les allies) свидетельствовал:132:

Непрерывные возгласы и крики радости потрясали Константинополь. Ни в Страсбурге, ни в Меце Союзники не познали такого апофеоза. Даже камни пришли в движение, чтобы выразить благодарность рабов своим героям, которые пришли освободить их от тирании. Как будто мёртвые вышли из своих могил и пели вместе с живыми гимн Свободе.

## Состав греческого флота по окончании Первой мировой войны
После окончания Первой мировой войны состав греческого флота был следующим:
- 1 броненосный крейсер «Авероф»;
- 2 линкора: «Килкис» и «Лемнос»;
- 2 броненосца типа «Идра»: «Спеце» и «Псара»;
- 13 эсминцев: 4 типа «Тиэлла»[англ.], 3 типа «Ники»[англ.], 4 «зверя» (типа «Аэтос»), 2 типа «V»;
- 2 паровые канонерки типа «Актион»: Актион и «Амвракиа»;
- 4 миноносцев типа «V»;
- 3 малые канонерки типа «Сфактирия»: α, β, и δ;
- 2 канонерки (паровых барка): «Алфиос» и «Пиниос»;
- 2 подводные лодки: «Дельфин I» и «Ксифиас»;
- 4 минных заградителя: «Эгиалиа», «Монемвасиа», «Навплиа» и «Арис»;
- 1 пароход «Фуад» (трофейный);
- 1 судно обеспечения «Канарис»;
- 2 войсковых транспорта: «Микали» и турецкий трофей 1897 года — «Крити»;
- 1 вспомогательный крейсер «Аркадиа»;
- 5 паровых шхун: «Пликсавра», «Айдон», «Кисса», «Кихли» и «Саламина»;
- 1 буксир «Вурла»;
- 1 водолей «Кархариас»;
- 1 судно обслуживания маяков «Тенедос».

## Флот накануне Малоазийского похода — Украинский поход
27 октября 1918 года премьер-министр Франции Ж. Клемансо обратился к премьеру союзного Греческого королевства с просьбой о поддержке экспедиции на Юг России, погрязшей в гражданской войне. Греческий премьер Э. Венизелос ответил положительно, предложив целый корпус немногочисленной греческой армии в составе 3-х дивизий, то есть силы, превышающие французские. Предложение было сделано в обмен на поддержку территориальных претензий Греции в Восточной Фракии и Малой Азии, на территории сохранявшие своё коренное греческое население:362.
Клемансо принял жест с благодарностью, дав «обещания» о поддержке претензий Греции. Однако из трёх запланированных для участия в экспедиции дивизий в конечном итоге в Украинском походе приняли участие две — ΙΙ и ΧΙΙΙ дивизии. Ι дивизия «не доехала» до России. Через шесть месяцев Греция была вовлечена Антантой в Малоазийский поход, переросший в полномасштабную войну.
Кроме трёх дивизий, Греция предоставила союзникам для поддержки Белого движения корабли своего военно-морского флота. В конце 1918 года греческий флот располагал 19 кораблями, чьи размеры и автономия позволяли им действовать в Чёрном море: 2 линкора, 1 броненосец, 1 лёгкий крейсер, 13 эсминцев, 1 плавучий госпиталь, 1 войсковой транспорт. Из них в Украинском походе приняли участие 13.
Не были использованы 6 кораблей: крейсер «Элли», в силу неготовности, эсминцы «Неа Генеа», «Навкратуса», «Сфендони», «Аспис» и «Ники», которые должны были покрыть обязательства флота в Константинополе, Мраморном, Эгейском и Ионическом морях.
В Украинском походе, приняли участие 13 кораблей: линкоры «Килкис» (командир К. Вулгарис) и «Лемнос» (командир П. Димулис), крейсер «Авероф» (командир И. Маврудис), эсминцы «Керавнос» (командир Л. Теохарис), «Аэтос» (командир Н. Тумбас), «Иэракс» (командир Д. Папалексопулос / П. Димулис), «Леон» (командир Η. Маврудис), «Пантир» (командир И. Янникостас), «Велос» (командир П. Вулгарис), «Тиэлла» и «Логхи» (командир С. Афтонидис), плавучий госпиталь «Амфитрити» и транспорт — судно обеспечения «Канарис».
Командующим греческой эскадры Константинополя в период Украинского и в начальный период Малоазийского походов был контр-адмирал Г. Какулидис. Адмирал Какулидис знал Россию и владел русским языком: в своё время (до 1897 года) он прошёл трёхгодичную стажировку на российском Дальнем Востоке на борту броненосного крейсера «Адмирал Нахимов».
В Константинополе вымпел (флаг) командующего Какулидиса нёс «Авероф», но с выходом линкора «Килкис» в Чёрное море, флаг командующего был поднят на этом линкоре. Однако первым греческим военным кораблём вошедшим в Чёрное море через 465 лет после падения Константинополя стал эсминец «Пантир», подошедший к Севастополю 26 ноября 1918 года.

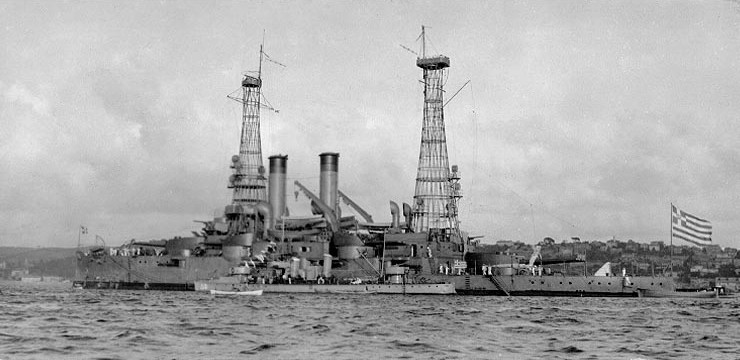
Греческие линкор «Лемнос» и миноносец «Дафни» в Константинополе, 1919 год.

К началу Малоазийского похода в мае 1919 года все греческие корабли (кроме эсминца «Пантир») вернулись из России в Константинополь.

## Решение Антанты о высадке греческой армии в Смирне
Согласно 7-й статье Мудросского перемирия союзники имели право на оккупацию любого города имеющего стратегическое значение. На Смирну претендовала Италия, которая после итало-турецкой войны 1911—1912 годов контролировала юго-запад Малой Азии. Её войска уже находились южнее Измира. Греческий премьер предпринял на Парижской конференции усилия, чтобы Смирна перешла под греческий контроль, аргументируя свою позицию историческими правами Греции на город и окружающий регион и тем, что греки составляли более половины населения города. Итальянская дипломатия блокировала усилия Венизелоса, поскольку город был обещан Италии:154. Последовавшее решение об отправке греческих войск в Смирну не было инициативой Греции, а было связано с антагонизмами союзников. Итальянцы требовали себе город Фиуме на Адриатике. Президент США В. Вильсон отверг эти притязания. После чего итальянская делегация покинула конференцию, заявив, что если требование не будет удовлетворено, она не подпишет мир с немцами. Британский премьер Д. Ллойд Джордж воспользовался моментом и заявил, что имеет информацию о том, что итальянцы готовятся занять Смирну, не дожидаясь мандата, так как они это сделали без подтверждения Конференции в Атталии, Мармарисе и Бодруме:136.
Для опережения действий итальянцев Ллойд Джордж предложил предоставить контроль Смирны Греции:137. 23 апреля (6 мая) 1919 года Ллойд Джордж получил согласие Вильсона и Клемансо и информировал о решении Венизелоса, который предложил послать в Смирну I дивизию, готовую к отправке в раздираемую гражданской войной Украину. Итальянцы были информированы о решении 29 апреля (12 мая). 13 мая «Совет Четырёх» (Великобритания, Франция, Италия, США) признал за Грецией право на оккупацию Смирны, о чём было уведомлено правительство султана.
Много позже, после Малоазийской катастрофы, Клемансо писал Венизелосу: «Решение о де-факто оккупации Смирны и её региона было принято только из-за существования определённых условий, и не могло создать права на будущее. Это была только временная мера, которая оставляла Конференции абсолютную свободу решить возникающие из Восточного вопроса проблемы, в соответствии с общей ситуацией и пожеланиями и интересами интересующихся сторон».

### Венизелос

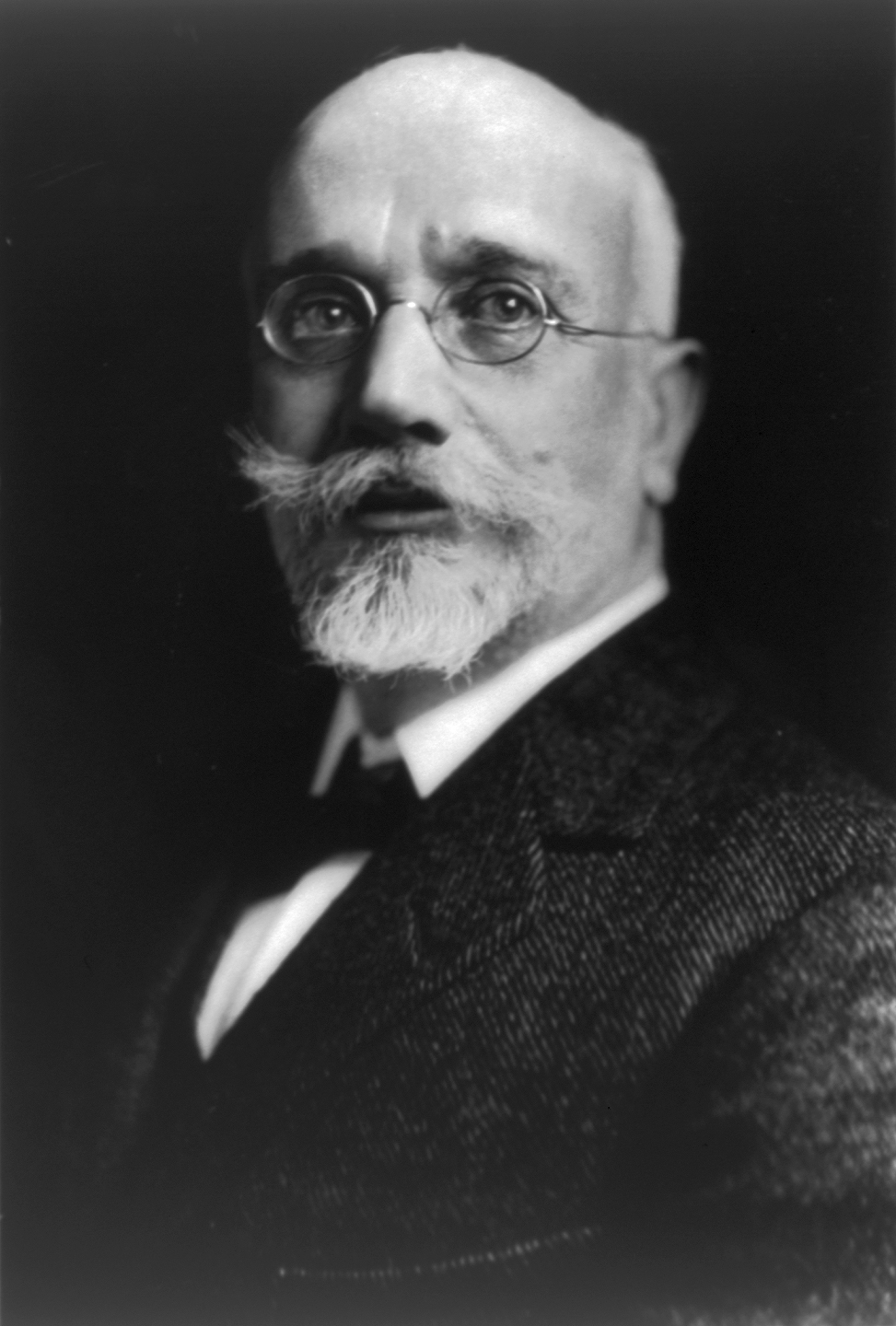
Элефтериос Венизелос — революционер, политик и премьер-министр Греции.

Неправильно приписывать Венизелосу идеологему о возрождении Византийской империи, принадлежащую политику XIX века И. Коллетису.
Венизелос был великим революционером и политиком, он был ирредентистом и при нём территория страны удвоилась. Но прежде всего он был прагматиком, осознавал реальные возможности маленького греческого государства, и всегда учитывал интересы союзников. Согласно английскому историку Д. Дакину, территориальные претензии Венизелоса на Парижской конференции не были необоснованными. Из всех союзников, претендовавших на подлежавшие разделу османские территории, только Греция, помимо исторических прав, могла аргументировать также греческим населением и непосредственным соседством с этими территориями:334.
Его претензии ограничивались Восточной Фракией, без Константинополя и проливов. Он понимал, что в этом вопросе он встретит противодействие, и его удовлетворял международный контроль проливов, считая, что таким образом их греческое население и Константинопольский патриархат будут в безопасности:335.
В Малой Азии он проявил интерес лишь к узкому прибрежному региону вокруг Измира, полагая, что там, после обмена, можно было бы собрать греческое население Малой Азии. В связи с этим Дакин пишет, что Венизелос всегда был оппортунистом и просто не мог отказаться от представленных возможностей:336.
Заявляя, что после гонений, греческое население Малой Азии не может вернуться к предвоенному статусу, он осознавал, что его успех в Малой Азии будет полностью зависеть от финансовой и военной поддержки союзников.
В силу этого, он не ставил перед собой задач, превышающих возможности страны и не имевших международной поддержки. В частности, он игнорировал обращение греков Понта о создании там второго греческого государства и поддержал включение Понта в лоббируемую президентом Вильсоном Армению.
Греция не предпринимала действий по занятию османских территорий без согласия союзников. Восточная Фракия была занята лишь в 1920 году и греческая армия остановилась в 50 км от Константинополя.

## Морской конвой в Смирну

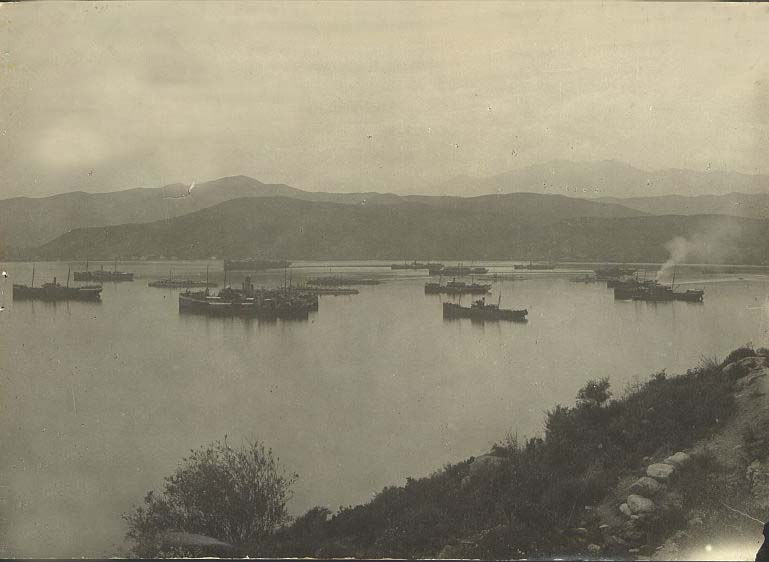
Отход конвоя транспортов с Первой дивизией на борту из Элефтера, Восточная Македония на Смирну.

Для занятия Смирны была задействована ожидавшая в Элефтере отправки на Украину Ι дивизия полковника Н. Зафириу. Дивизия получила приказ погрузиться на 2 парохода и 12 транспорта. Зафириу получил закрытый конверт, который должен был открыть в море. Отход состоялся 30 апреля (13 мая) в сопровождении 5 кораблей греческого флота (эсминцы «Леон», «Логхи», «Сфендони», миноносцы «Эгли» и «Алкион») и 4 британских эсминца:44. Зафириу открыл конверт в море. Известие о том, что дивизия направлялась в Смирну вызвало взрыв энтузиазма у личного состава дивизии:A-178. Хотя речь шла о временном занятии города и региона, греческие солдаты сочли это событие началом освобождения древних греческих земель Ионии и её коренного греческого населения. Отражая этот исторический факт, английский историк Дуглас Дейкин именует последовавший после высадки поход «Четвёртой Освободительной войной Греции»:333. Кораблями сопровождения командовал английский морской офицер, именуемый греческой историографией Гоуэром Гренвилем (возможно речь идёт о графе Левесон-Гоуэре, который с 1917 года был британским уполномоченным при правительстве Венизелоса). Судами конвоя командовал греческий капитан Сахтурис.
Исторической иронией является тот факт, что угроза конвою исходила не от несуществующего турецкого флота, а от союзного итальянского. Англичанин послал сигнал греческим кораблям: «Я буду идти в 4 милях впереди конвоя. В случае если встречу итальянский флот, сообщу что суда находятся под защитой Великобритании»:145. Эти опасения не были беспочвенными. Современный историк военно-морских флотов Michael J. Whitley (умер в 2000 году) утверждал, что итальянский линкор «Кайо Дуилио» получил приказ направиться в Смирну и чуть не вступил в бой греческим флагманом «Георгиос Авероф», уже вставшем на рейде города, но приказ был отменён.
1 (14) мая суда конвоя встали на якоря в бухте Гера острова Лесбос. Согласно сигналу британского адмирала Калтропа (Somerset Gough-Calthorpe) высадка в Смирне должна была состояться утром 2 (15) мая. Комдив Зафириу и несколько офицеров, не теряя время дошли на моторной шлюпке до стоявшего на рейде Смирны броненосца «Авероф», с мостика которого стали рассматривать места высадки.

## Высадка в Смирне
Высадка в Смирне не была боевой десантной операцией. После турецкой капитуляции и начиная с 7 ноября 1918 года присутствие кораблей Антанты в Смирне было непрерывным.
11 (24) декабря в Смирне ошвартовался греческий эсминец «Леон», под командованием капитана И. Маврудиса, моряки которого водрузили греческий флаг над закрытым в годы войны консульством Греции. Через несколько дней в порту ошвартовался греческий плавучий госпиталь «Амфитрити», персонал которого приступил к восстановлению работы греческого госпиталя «Святого Харлампия»:171. Как следствие многомесячного пребывания в Смирне кораблей и военного персонала Антанты, включая греческие корабли и персонал, высадка I греческой дивизии предполагалась мирной и началась мирно.
1 (14) мая турецкий губернатор Смирны получил уведомление британского адмирала Калтропа, что согласно положениям Мудросского мира, город будет занят союзными войсками. В турецких казармах находилось 3 тыс. солдат. Вместе с жандармами это составляло 4 тыс. вооружённых турок. Высадка была согласована с султанским правительством и турецким командованием. Небольшой англо-франко-американо-итальянский десант (800 человек) с союзных кораблей стоявших на рейде, без боя принял от турецких солдат береговые укрепления. Моряки союзных кораблей взяли под охрану иностранные консульства, банки и почту. В 16:00 капитан броненосца «Авероф» (И. Маврудис), в сопровождении взвода своих моряков прибыл в храм Св. Фотини, самый большой православный храм города, где вёл службу епископ Хризостом Смирнский. Капитан Маврудис зачитал полученное рацией броненосца обращение Венизелоса: «Время пришло. Греция приглашена Мирной конференцией занять Смирну для обеспечения порядка»:148.

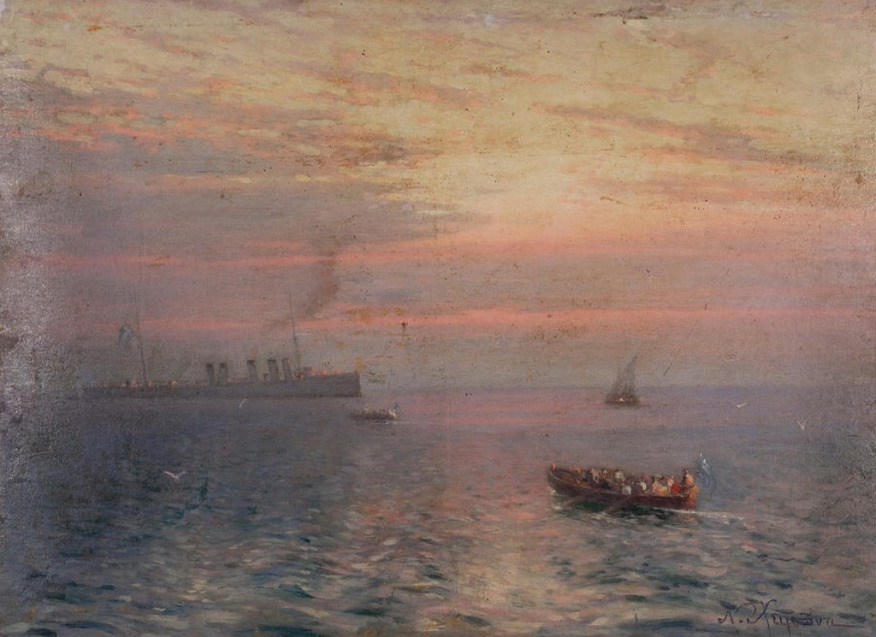
Эсминец «Леон» (художник Н. П. Химона).

Как оказалось на следующий день, итальянцы не успокоились с «потерей» Смирны и подогревали брожение в турецких казармах. Более того, они вооружили турецких лодочников в порту, а полковник Корросини выпустил из тюрьмы всех уголовников:151.

### Высадка и первая кровь

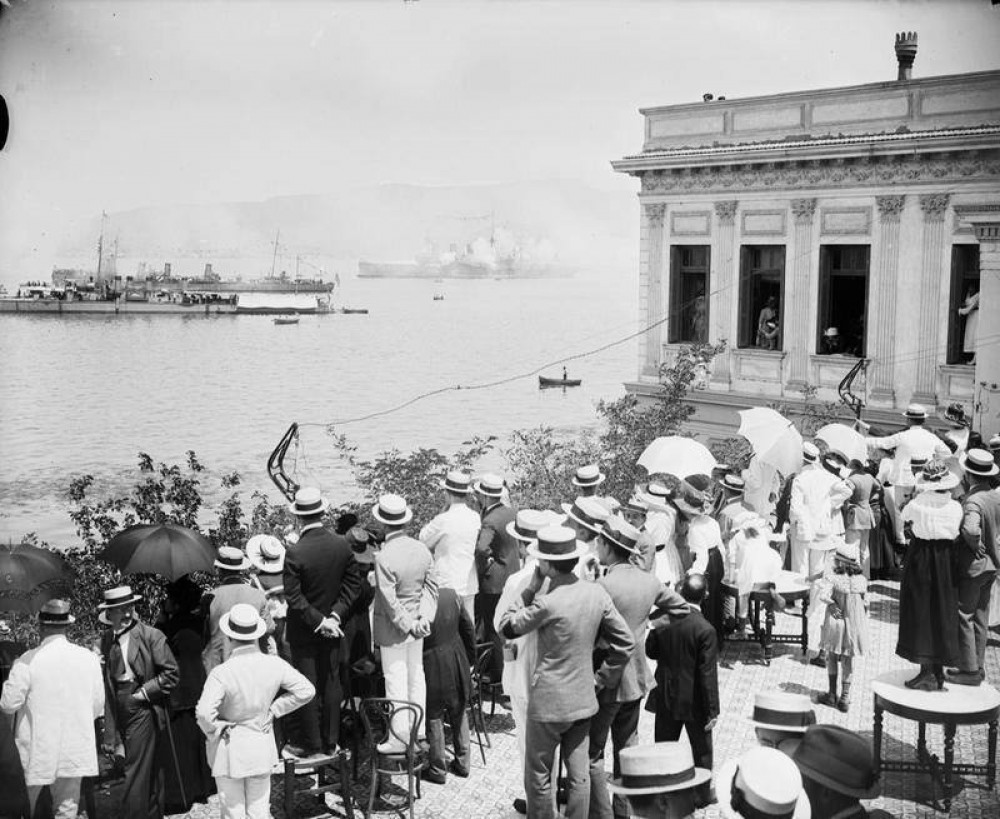
Греческие жители Смирны наблюдают с террасы греческого спортклуба «Спортинг» за вступлением кораблей ВМФ Греции в бухту города, 2 мая 1919 года.

Боевое участие кораблей флота в высадке не планировалось, но греческая дивизия, при необходимости, могла положиться на огневую поддержку кораблей, стоявших или подходивших к рейду Смирны к утру 2 (15) мая 1919 года (линкоры «Килкис» и «Лемнос», броненосец «Авероф», эсминцы «Леон», «Логхи», «Навкратуса» и «Сфендони», миноносцы «Эгли», «Тетис» и «Алкион»).
В 4:50 капитан Маврудис дал приказ морякам «Авероф» подготовить места для высадки I дивизии на мысе Пунта, крайней северной точке города, и на набережной города, находившейся к югу от мыса Пунта. Поскольку суда не могли причалить к набережной, сюда буксирами были подтянуты баржи, предоставленные их греческими судовладельцами, ставшие временными причалами. Тем временем комдив Ι дивизии полковник Н. Зафириу информировал, что его штаб будет располагаться на эсминце «Леон»:150. Суда конвоя появились на рейде Смирны в 7:30. Всё греческое население города собралось на берегу. Конвой разделился на две части. Большинство судов направилось к Пунте, где была намечена высадка солдат 40-го и 50-го полков.

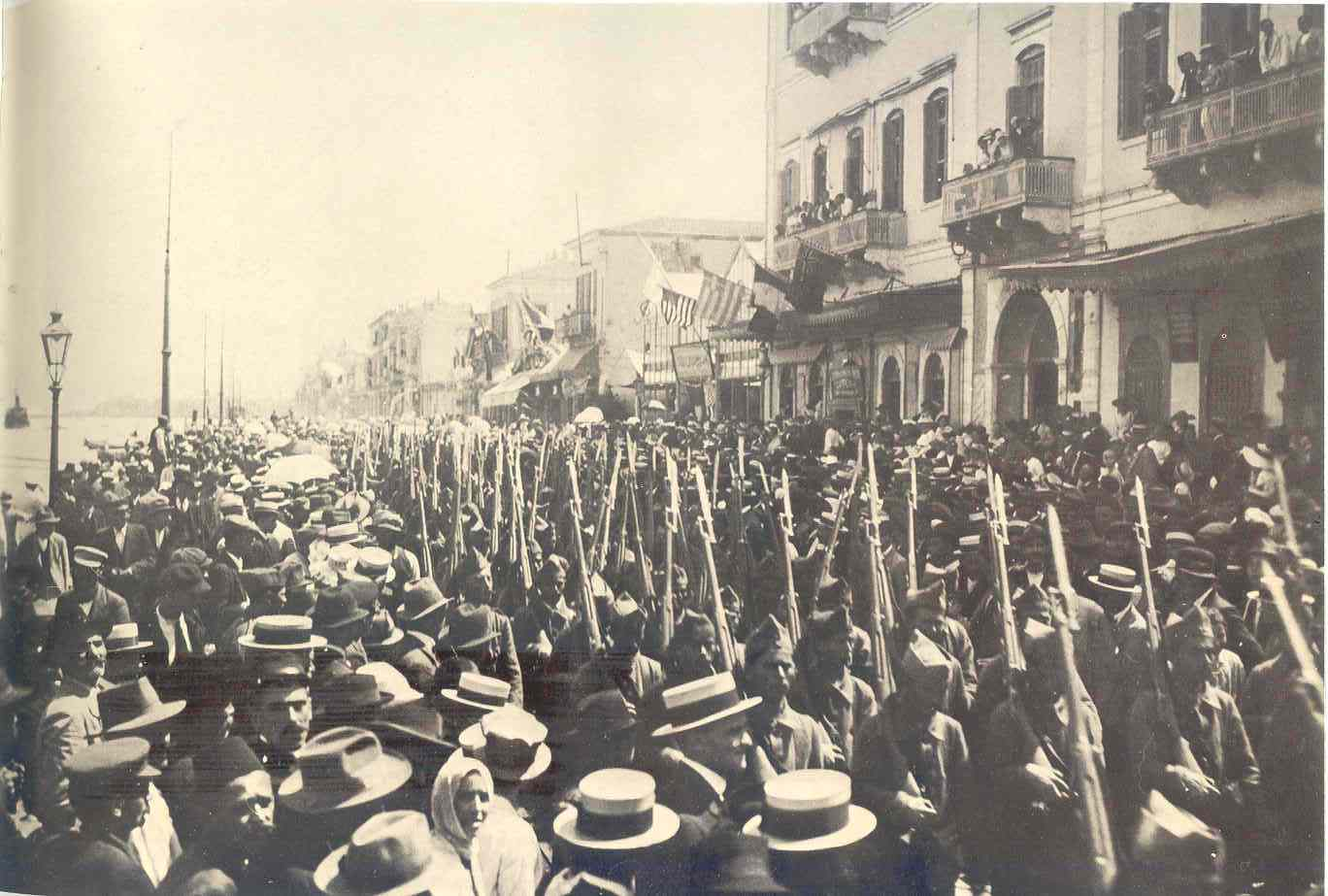
Высадка Первой дивизии в Смирне.

Первым к волнолому порта ошвартовался кормой эсминец «Леон», на котором находился штаб дивизии. Затем к баржам набережной ошвартовался пассажирский пароход «Патрис» (Πατρίς — «Отечество»), на котором находились 10-й и 20-й батальоны 1/38 полка эвзонов (соединения эвзонов имели свою отдельную и общевойсковую нумерацию). 3/38 батальон 1/38 полка эвзонов находился на транспорте «Атро́митос» (Ατρόμητος — «Бесстрашный»). Задачей этого батальона было высадиться на причале «карантина» и окружить здание губернского правления и турецкий квартал на юге города. Однако из-за ошибки, которая имела серьёзные последствия, транспорт вошёл в центральную гавань. Высадка началась в 8:00. Море людей с цветами и греческими знамёнами заполнило набережную. Жители города со слезами на глазах и крестясь встречали свою «Великую Пасху». Полковник Д. Ставрианопулос сумел поубавить пыл масс. 2/38 батальону эвзонов майора К. Дзавеласа удалось сформировать колонну и среди ликующего населения начать марш к губернскому правлению. Майор Дзавелас игнорировал предупреждение своего проводника-смирниота о том, что турки могут открыть огонь. Когда авангард батальона подошёл к губернскому правлению, он подвергся обстрелу из здания правления, гостиницы, близлежащих домов турецкого квартала, тюрьмы и штаба жандармерии:155.
Горожане бросились назад, но подверглись стрельбе из лодок, а находившиеся в толпе уголовники наносили встречающим ножевые ранения. К делу подключились вооружённые турецкие солдаты и жандармы. В штабе дивизии на эсминце «Леон» не сразу осознали, что это не залпы радости. По приказу в бой вступил высадившийся в Пунта 4-й греческий полк, которому удалось навести порядок через час. Первоначальный информационный вброс итальянцев о тысячах убитых через час был скорректирован до нескольких десятков. Британский журналист В. Ривс писал о 76 убитых. Греческий генерал Булалас приводит цифру 163 убитых (78 турок, 62 греческих солдат и гражданских лиц и 22 других национальностей):156. В плен было взято 540 турецких солдат и 28 офицеров. 2 тысячам вооружённых турок удалось уйти, положив начало как турецкому сопротивлению, так и зверствам по отношению к безоружному греческому населению. Воспользовавшись беспорядками, итальянцы ещё раз запросили у союзников право на оккупацию Измира, но вновь получили отказ.
Т. Герозисис отмечает, что высадка была произведена «с некоторыми ошибками», что дало туркам возможность оказать «какое-то сопротивление», «для создания впечатления и обеспечения политических целей»:364. Однако, как пишет Д. Фотиадис, этих впечатлений было достаточно для У. Черчилля, который в своей книге «The Aftermath», изданной через несколько лет после событий, из политических соображений необоснованно утверждал, что «20 тысяч греков, поддерживаемых огнём их флота, высадились в Смирне и приступили к большой резне турок»:155. Д. Фотиадис в особенности подчёркивает латинским (sic) нелепость фразы «поддерживаемых огнём их флота»:155.

## Расширение плацдарма

Карта Малоазийского похода греческих войск.

Сама по себе высадка в Смирне ещё не означала начало какой либо войны. Но она совпала с началом движения М. Кемаля и в турецкой историографии отмечается как первый акт «Войны за независимость». Через четыре дня после высадки, 6 мая 1919 года Межсоюзнический совет, в составе президента США Вильсона, премьер-министров Великобритании Д. Ллойд Джорджа, Франции Ж. Клемансо и министра иностранных дел Италии С. Соннино, провёл экстренное совещание. Греческий премьер Венизелос попросил разрешения на расширение плацдарма Смирны, для получения возможности отражения турецких «чет» (тур. çete — банда, отряд; иррегулярные формирования как правило партизанского типа, см. также: четники) и обеспечения возвращения 300 тысяч беженцев, бежавших на греческие острова после резни греческого населения в Первую мировую войну. Разрешение было дано и греческая армия, по выражению историка Я. Капсиса была готова «освободить священные земли, после 5 веков оккупации иноземцами»:44-45.
Х. Дзиндзилонис пишет, что греческая армия высадившаяся в Смирне не имела свободы действий. О её действиях решения принимали военные власти Ближнего Востока, где критерием было удовлетворение требований и нужд внешней политики империалистических сил. Для каждой операции греческой армии было необходимо «подтверждение адмирала Калторпа (Somerset Gough-Calthorpe), или командующего союзным флотом в Смирне».
Д. Хортон пишет, что резня и разрушение городов Ионии были временным разрушением цивилизации, бывшей в расцвете и непрерывном прогрессе. Он пишет, что эта цивилизация была восстановлена с приходом греческой армии, с тем чтобы погрузиться затем (1922) в полную темноту «окровавленными руками сторонников Кемаля»:56.
К концу мая, c согласия союзников, греческие войска заняли весь вилайет Смирны, а с ростом числа налётов турецких «чет» на зону оккупации стали расширять её без согласия союзников:154:76-83.
Созданные в итальянской зоне оккупации и при поддержке итальянцев, турецкие «четы» 28 июня совершили резню греческого населения в Айдыне. События вынудили правительство Греции срочно усилить экспедиционную армию в Малой Азии и назначить её командующим Л. Параскевопулоса, окончившего в своё время «Евангелическую школу Смирны». Война со стороны турок приняла характер этнических чисток. Я. Капсис, историк и бывший министр иностранных дел, пишет, что резня в Айдыне должна была лишить всяких сомнений как союзников, так и греческое руководство в том, что случится с населением Ионии, когда греческая армия уйдёт из региона.
При этом, согласно Х. Дзиндзилонису, греческая армия потеряла национальный характер и превратилась в экспедиционный корпус Министерства колоний Англии. Характерна телеграмма Венизелоса из Лондона генералу Параскевопулосу: «Английский военный министр уполномочил генерала Милна, если он сочтёт нужным, разрешить нашим войскам, в случае турецкой атаки, преследовать их и более трёх километров, при условии, что после завершения операции наши войска вернутся в пределы линии оккупации».

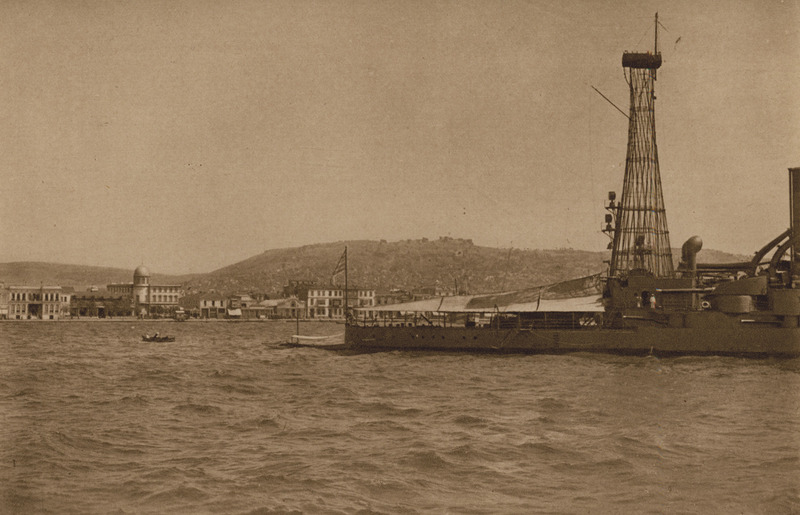
Греческий линкор «Лемнос» в Смирне, 1919 год.

На протяжении всех трёх лет последовавшего Малоазийского похода (1919—1922) значительная часть греческого флота продолжала базироваться в Константинополе и Смирне.
После того как в марте 1920 года кемалисты начали массовую резню христианского населения на северо-западе полуострова, в зоне ответственности британского командования и султанского правительства, Ллойд Джордж попросил греческого премьера отправить в регион пару дивизий, однако не для защиты населения, а для защиты Босфора. Венизелос согласился отправить XI греческую дивизию в Никомидию. Операции начались 9 (22) июня и за короткий срок (до 25 июня) дивизия выполнила поставленные перед ней задачи:341.

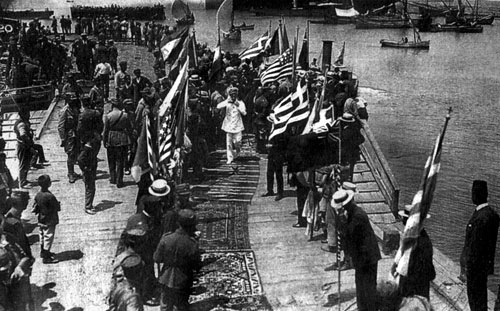
Городские власти и греческое население приветствуют греческих и американских офицеров после высадки греческой бригады в Бандырма.

В ходе этих операций бригада «дивизии Ксанти», при поддержке кораблей флота, неожиданно высадилась в Панормо (Бандырма) а затем, в сотрудничестве с частями, подходившими с юга, заняла столицу Вифинии Бурсу. Порт Бандырма почти сразу был использован для последующей операции в Восточной Фракии.

## Участие греческого флота в операциях в Восточной Фракии

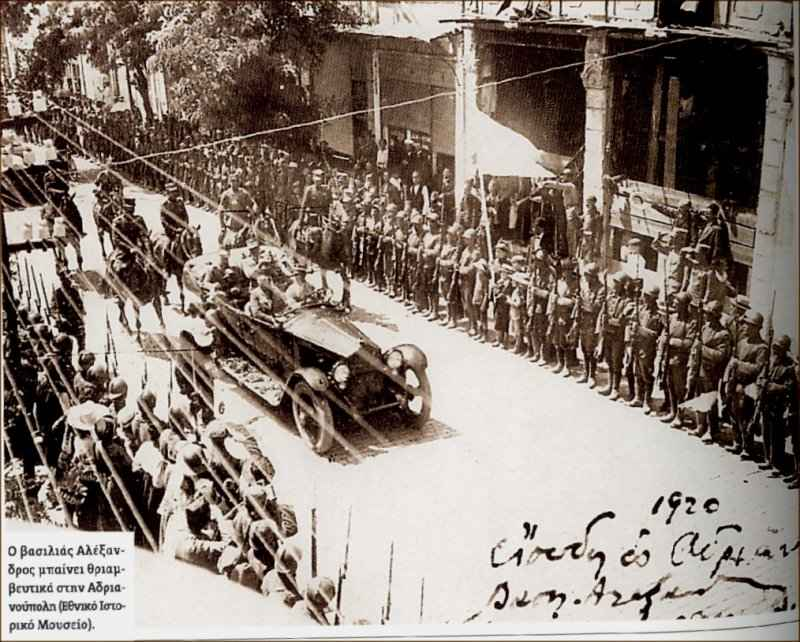
Вступление греческого короля Александра в освобождённый IX дивизией Леонардопулоса Адрианополь.

Греческая армия не предпринимала действий по занятию османских территорий без согласия союзников. Восточная Фракия была занята только в 1920 году. До этого, в течение двух лет, бо́льшая часть Восточной Фракии, за исключением проливов находилась под контролем султанского правительства. Фракийская султанская армия, под командованием Джафера Тайяра (Cafer Tayyar Eğilmez), насчитывала 3 хорошо вооружённые дивизии (в Эдирне, в Кешане и Текирдаге). Армия Тайяра не находилась в непосредственном контакте с греческой армией, поскольку между Грецией и султанской Турцией находилась подконтрольная французам Западная Фракия, отвоёванная греческими и французскими войсками у болгар в Первую мировую войну. Её западный ном Ксанти остался под греческим контролем, в двух других номах региона, при поощрении США, французы образовалии временную администрацию, но конечный статус региона ещё не был определён.
Операция была санкционирована союзным командованием и Греция получила мандат на занятие Восточной Фракии после того как Джафер Тайяр заявил в марте 1920 года, что не признаёт более Мудросских соглашений и присоединился к движению кемалистов. Вместе с другими проявлениями растущего турецкого сопротивления, действия Тайяра стали одной из причин оккупации Константинополя в марте 1920 года союзными, уже не символическими флотскими, а армейскими частями, а затем, в апреле, роспуска нового турецкого парламента:339. Получив указание союзников, Венизелос дал приказ генералу Параскевопулосу подготовить армейский корпус для занятия Фракии. Греческая Фракийская армия состояла из ΙΧ дивизии генерала Г. Леонардопулоса, стоявшей в Ксанти, «дивизии Серр» генерала Э. Зимвракакиса, располагавшейся в долине реки Нестос в Восточной Македонии и только что созданной «дивизии Ксанти» генерала К. Мазаракиса. Греческая разведка заполучила приказ французского командования своим войскам в Западной Фракии.
Приказ характеризует антагонизмы между союзниками: «Французские войска ни в коем случае не должны ввязываться в бои против турок в поддержку греческих войск, которые, как ожидается, в полдень 15 мая подойдут к реке Эврос (разделяющую Западную и Восточную Фракию)». Операция греческой армии началась 14 мая. ΙΧ дивизия и «дивизия Серр» вышли в тот же день на исходные позиции для форсирования Эвроса. Одновременно «дивизия Ксанти» и штаб Фракийской армии были переправлены морем из Салоник и высадились при поддержке флота в Дедеагач. Однако в Западной Фракии не только кораблям флота, но и армейским частям не пришлось участвовать в каких либо военных действиях: местные турки и болгары ограничились лишь листовками, призывающими к сопротивлению. Напротив, на левом берегу Эвроса, Джафер Тайяр готовился отразить греческую армию при её вступлении в Восточную Фракию. Армия Тайяра в два раза превышала греческую Фракийскую армию в живой силе и в три раза в артиллерии.
В период с 9 июня по 19 июня (2 июля) греческая Малоазийская экспедиционная армия разгромила кемалистов на северо-западе Малой Азии и заняла Ушак и Бурсу:341. Одновременно, в начале июля, готовившаяся к форсированию Эвроса, «дивизия Ксанти», при поддержке кораблей флота, неожиданно высадила одну бригаду в Панормо (Бандырма) на Мраморном море, и тем самым, обеспечила использование этого порта для последующей операции в Восточной Фракии.
После своих успехов на северо-западе Малой Азии, греческое командование приняло решение предоставить «дивизию Смирны» Малоазийской армии в поддержку операции по занятию Восточной Фракии. Генштаб принял решение не просто усилить Фракийскую армию «дивизией Смирны», а произвести силами только этой дивизии и при поддержке флота десантную операцию на европейском побережье Мраморного моря против превосходящих сил турок. Для высадки «дивизии Смирны» союзное командование сформировало конвой, с сопровождением английских (1 броненосец, 1 крейсер, 2 эсминца) и греческих (2 линкора, 4 эсминца) кораблей, а также 4 самолётов эскадрильи морской авиации Смирны (греч. Ναυτική Αεροπορική Μοίρας Σμύρνης, сокр. ΝΑΜΣ).
Для подготовки высадки, греческий флот начал обстреливать турецкие позиции и военные объекты на европейском побережье Мраморного моря. Кроме прочего, эта операция находит отражение и в картине греческого художника-мариниста Д. Василиу «Эсминец „Иэракс“ обстреливает Редестос Редестос в июне 1920 года».
Фракийская армия начала форсирование Эвроса 8 июля. Несмотря на своё превосходство в живой силе и артиллерии, турки (и несколько тысяч болгарских «добровольцев») оказали незначительное сопротивление и начали отступать к болгарской границе. Уже 9 июля первые греческие части вступили в Адрианополь. Церемониальное вступление короля Александра и торжественная служба митрополита Поликарпа в православном соборном храме города состоялись 10 июля. Фракийская армия продолжила своё наступление до побережья Чёрного моря. В числе тысяч турецких пленных, был и генерал Тайяр, взятый в плен при попытке бежать в Болгарию.
По личному указанию Венизелоса, Тайяр был отправлен в Афины, с оказанием почестей подобающих его званию. Иностранными военными журналистами было отмечено не только безупречное отношение к турецким пленным, но и идеальное отношение к мусульманскому населению. По выражению корреспондента британской The Morning Post: «От Нестоса и до Чёрного моря, не было отмечено ни одного инцидента, каждый солдат считал что он несёт на своих плечах Грецию, сдающую экзамены перед цивилизованным миром. Ни единая курица, ни единое яйцо не были украдены. Ни один солдат не только не тронул, но и не позволил себе даже взглянуть на какую либо турчанку».
Одновременно, «дивизия Смирны», под командованием Александра Мазаракиса была погружена на суда конвоя в портах азиатского побережья Мраморного моря Паноромос и Артаки и высадилась на европейском берегу в Гераклии и Редестос 7 июля 1920 года. Сломив сопротивление турок при Люлебургазе и Чорлу, «Дивизия Смирны» развила наступление и остановилась, по приказу союзного командования, в 50 км от занятого союзниками Константинополя.
Этот шаг был продиктован межсоюзническими соглашениями, но он полностью соответствовал геополитическим планам Венизелоса. Ещё в период Балканских войн командующий армией, наследный принц Константин задал Венизелосу вопрос, планирует ли правительство занять Константинополь. На что Венизелос ответил: «Нет, но мы встанем перед Константинополем настолько близко, чтобы, закурив сигару, у Вас было достаточно времени докурить её на Босфоре».

## Операции греческого флота на Чёрном море

Карта Понта.

Операции греческого флота вдоль черноморского побережья на всём протяжении войны были ограниченными по объективным и политическим причинам. Побережье от Гераклеи Понтийской и до грузинской/советской границы номинально оставалось под султанским контролем, а в операционном плане было в юрисдикции британского флота. Разведывательные выходы кораблей греческого флота лишь констатировали факты продолжавшегося Геноцида понтийских греков. Однако выходы кораблей флота не могли остановить сам геноцид, как не могли оказать существенной помощи скрывавшимся в горах выжившим жителям Понта и понтийским партизанам. Выходы кораблей в Чёрное море позволяли поддерживать кое-какой контакт с партизанами:273 и, в редких, случаях позволяли подбирать с побережья выживших из геноцида людей, как это удалось вспомогательному крейсеру «Наксос»:142. С другой стороны, черноморские порты Малой Азии стали убежищем небольшого числа не конфискованных союзниками кораблей бывшего османского флота. Как правило, они не выходили в море, и, в том что касается кораблей греческого флота, не было отмечено и единого боя с этими турецкими кораблями.

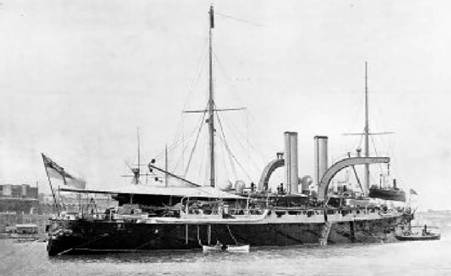
Бывший османский артиллерийский корабль Aydın Reis.

Турецкая историография отмечает выход артиллерийских кораблей Aydın Reis (16 сентября 1920 года из Самсуна) и Preveze (30 сентября из Трабзона) в Новороссийск, с задачей перевезти советскую военную и финансовую помощь кемалистам. Согласно турецкой историографии, 1 января 1921 года в Самсуне было сформирована военно-морская база кемалистов, которая однако через год была уничтожена в результате рейда греческого флота. Немногочисленные выходы кораблей греческого флота в Чёрное море были использованы кемалистами для интенсификации и завершения геноцида понтийских греков.
Ещё до похода греческой армии на Анкару, в начале июня 1921 года, Кемаль писал в своём приказе: «Недавнее появление греческих военных кораблей в Чёрном море и обстрел Инеболу повышают вероятность греческой высадки в Самсуне. Поэтому, все греки способные нести оружие, возрастом с 15 по 55 лет, будут депортированы вглубь полуострова». Депортации подверглось население даже регионов в 350 км от побережья, таких как Кастамону, и немногочисленные греки Анкары:137. Ллойд Джордж заявлял в Палате общин: «В Понте десятки тысяч греков, мужчин женщин и детей, депортируются и умирают. Это было чистое преднамеренное уничтожение». Американский майор Йоэль так описывал Понт 1921 года: «Трупы, трупы по всей протяжённости марша депортируемых… ужас и трупы». К маю 1922 в регионе Самсуна не осталась не разрушенной ни одна греческая деревня, население истреблялось:135. Информация поступавшая на базу греческого флота в Константинополе ужасает деталями: «Сожжены в сёлах Эрикли 200 человек, в Каракёй — 400, в Кертме — 200, в Питли-Келик — 250, в Туз-Кёй — 400, в Согук-Пугар — 200, в Ада — 600, в Кара-Пердзен — 500…». В регионе Бафры: «В сёлах Сурмели 300 человек сожжены в школе, в Тогуз Аслан 500 человек сожжены в школе, в Эврен-Ушаги сожжены 400 жителей, в Джандур сожжены 300 человек, в Кавакоглу сожжены 500, в Тикенджик сожжены 300, в Муамли — 400, в Кара-Тикен — 250, в Селамлик все жители сожжены в церкви, в Иренколи-Дереси лежат трупы 400 христиан, доверившихся кемалистской амнистии»:146.

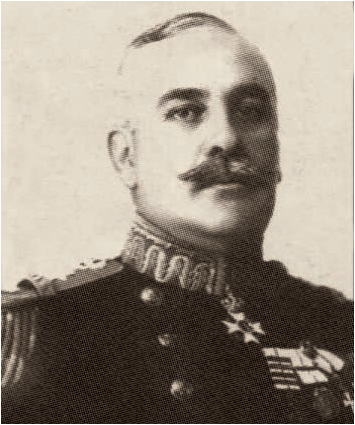
Контр-адмирал Иоаннис Ипитис.

В последний год войны греческий флот совершил свою самую большую операцию в Чёрном море. 31 мая 1922 года был совершён рейд на Самсун. Город к тому времени стал центром снабжения кемалистов грузами поступающими из Советской России и в его порту базировалось большое число малых судов для этих перевозок. Кроме того, в городе были расположены султанские склады боеприпасов, которыми однако свободно пользовались кемалисты.
Для нейтрализации этой базы снабжения кемалистов была сформирована эскадра, в состав которой вошли крейсер «Авероф», эсминцы «Иэракс» и «Пантир» и вспомогательные крейсера «Адриатикос» и «Наксос». Эскадру возглавил, находясь на борту броненосца «Авероф» контр-адмирал Иоаннис Ипитис. Адмирал Ипитис, перед началом обстрела, сохраняя дипломатический и военный этикет, во избежание жертв среди гражданского населения и несмотря на турецкие зверства против греческого населения, галантно информировал турецкие власти о том какие объекты порта и города будут обстреляны. В результате обстрела были разрушены склады оружия и боеприпасов, причалы и ошвартованные суда, танки нефти и бензина, казармы на холме Чарчамба, здания таможни и портовых властей. При обстреле пострадали минарет и дом губернатора Фаик-бея.

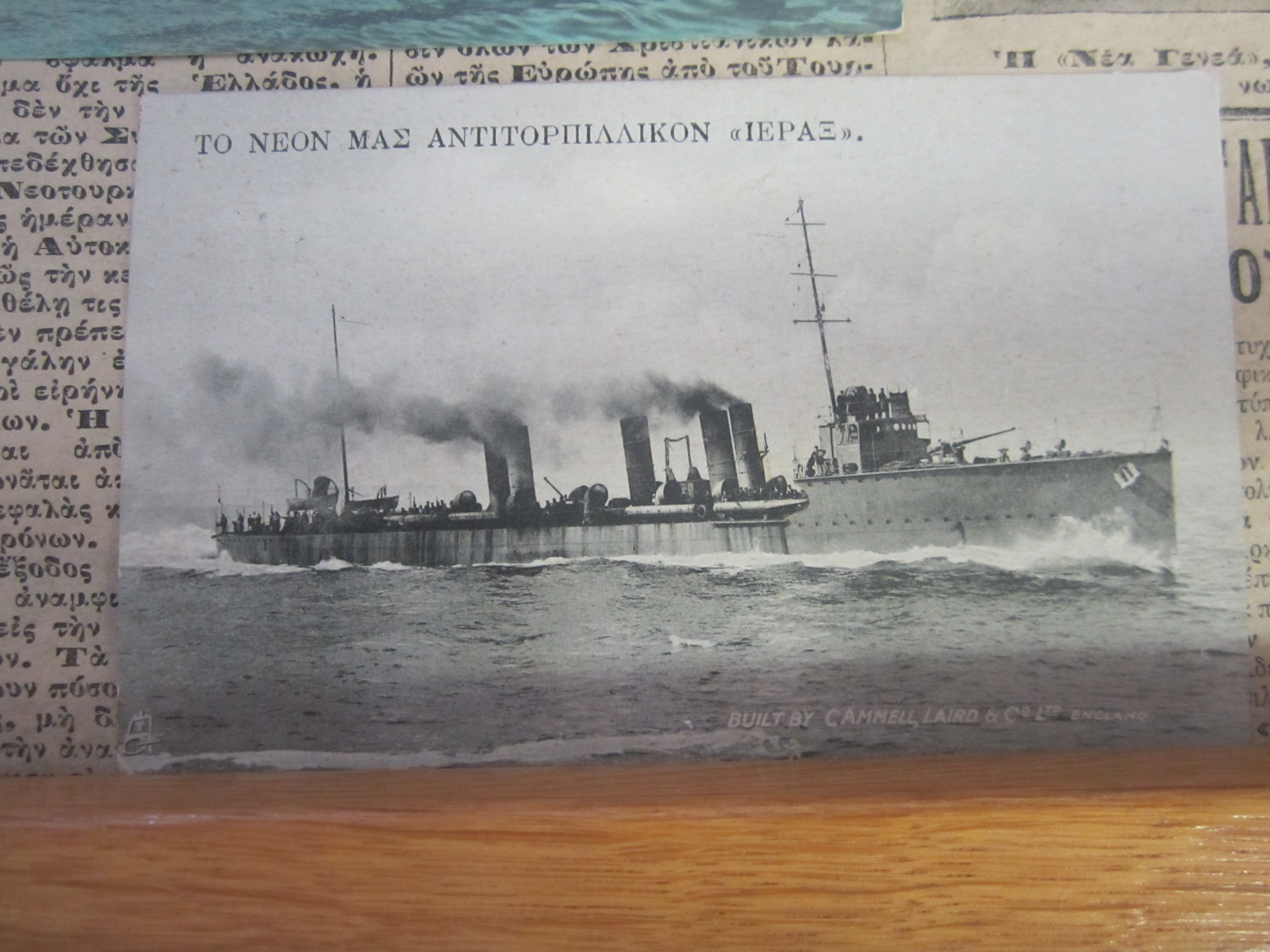
Греческий эсминец «Иэракс» на момент приобретения в 1912 году.

На огонь кораблей ответили 6 турецких батарей полевой артиллерии, но они были подавлены огнём с «Авероф» и вспомогательного крейсера «Наксос». С аэродрома Амасии на бомбардировку греческой эскадры были посланы 3 самолёта. Один из них был сбит огнём с эсминца «Иэракс», остальные удалились.

## Операции греческого флота после выборов 1920 года
Монархистская «Народная партия» провела предвыборную кампанию 1920 года под лозунгом «мы вернём наших парней домой». Получив поддержку, значительного тогда, мусульманского населения, на выборах 30 ноября 1920 года победили монархисты. Победа монархистов нанесла неожиданный и страшный удар внешнеполитическим позициям Греции и стала роковым событием для греческого населения Малой Азии. Союзники предупредили, что в случае возвращение в Грецию германофила короля Константина они прекратят финансовую помощь:345 и заморозят кредиты.
Возвращение в Грецию Константина освободило союзников от обязательств по отношению к Греции. У. Черчилль, в своей работе «Aftermath» (стр. 387—388) писал: «Возвращение Константина расторгло все союзные связи с Грецией и аннулировало все обязательства, кроме юридических. С Венизелосом мы приняли много обязательств. Но с Константином, никаких. Действительно, когда прошло первое удивление, чувство облегчения стало явным в руководящих кругах. Не было более надобности следовать антитурецкой политике»:30. Не находя решения в вопросе с греческим населением запада Малой Азии, новое правительство продолжило войну. «Весеннее наступление» 1921 года, стало первой попыткой разбить армию Кемаля. Греческая армия одержала тактическую победу, но полного разгрома турок не достигла:48.
Политические перемены кардинально изменили условия в которых действовал греческий флот. Если до того действия итальянского и французского флотов а также портовых властей в итальянской и французской зонах носили скрытый протурецкий характер, то после выборов в ноябре 1920 года, они приняли открытые формы. Д. Дакин пишет, что действия Франции и Италии были «прелюдией последовашего предательства». «Поправ вопиющим образом свои обязательства и подписи, они, кроме всего прочего, возмутительно игнорировали вопрос о судьбе греческих, а также армянских христиан»:347. 24 февраля (9 марта) 1921 года было подписано франко-турецкое соглашение, что позволило туркам перебросить силы на греческий фронт:31.

### Морская блокада Малой Азии — досмотры судов

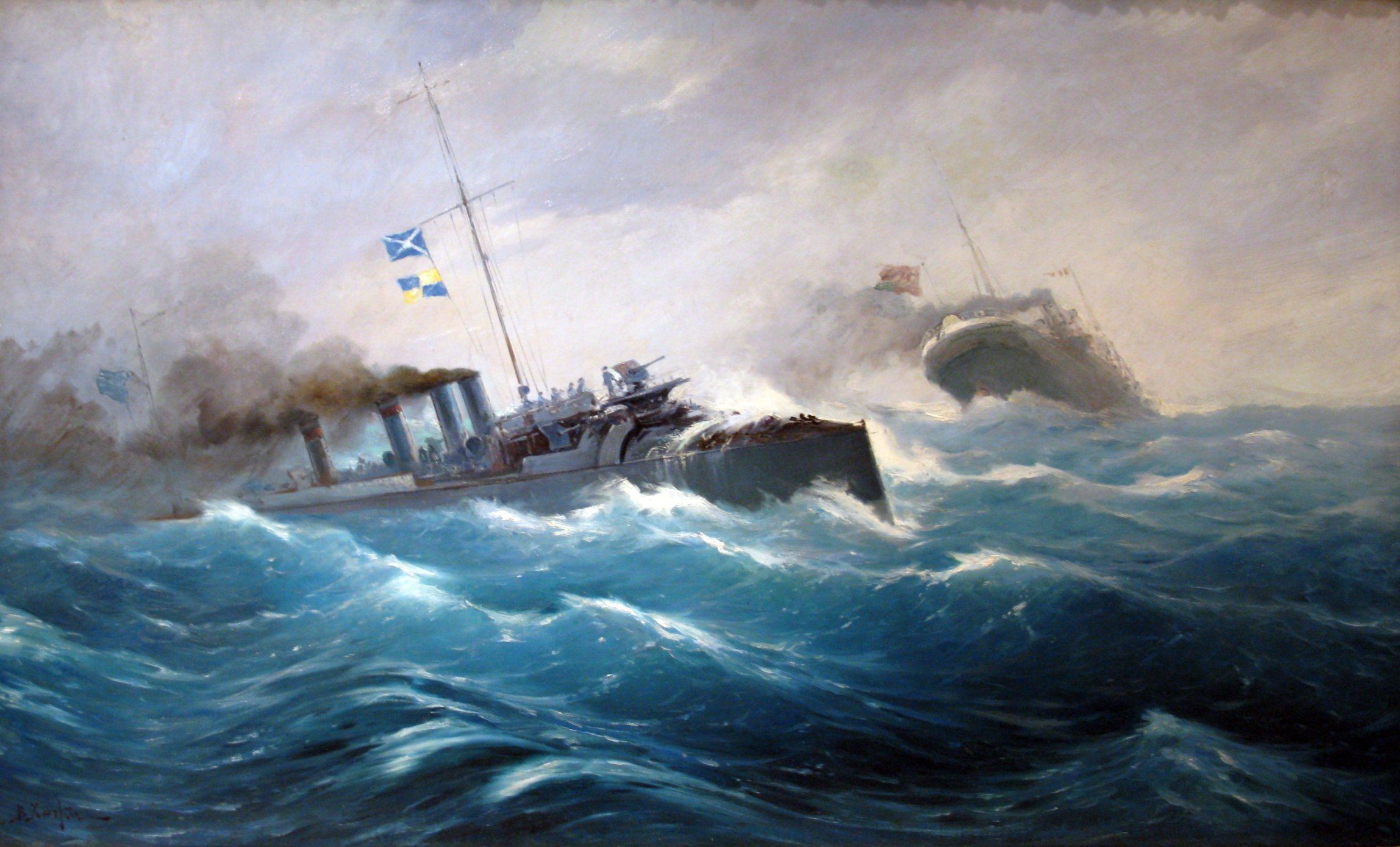
Досмотр судна (художник Василиос Хадзис).

На всём протяжении трёх лет Малоазийского похода основной задачей греческого флота была блокада побережья Малой Азии, с целью помешать снабжению сил кемалистов оружием, боеприпасами и другим снабжением. Результаты деятельности флота при выполнении этой задачи, в особенности после ноября 1920 года, были незначительными по следующим причинам:
- Кемаль получал бо́льшую часть оружия, боеприпасов и снабжения по суше. Это касалось не только советских поставок, но и поставок номинальных союзников Греции — итальянцев и французов. Греческий флот не мог помешать передаче итальянского арсенала туркам при оставлении Антальи итальянцами[13]:32 и французского арсенала при уходе французов из Киликии.
- Протяжённость береговой линии Малой Азии была огромной для относительно небольшого в числах греческого флота. Контроль береговой линии Малой Азии был трудным для греческого флота, даже если бы ему не препятствовали в выполнении этой задачи.
- Союзники препятствовали досмотру торговых судов кораблями греческого флота, либо потому что они находились в зоне их ответственности, либо потому что, по утверждению союзников, после капитуляции Турция стала нейтральной страной, и следовательно не следует досматривать суда следующие туда.

В целом союзники своим поведением подчёркивали, что они не признавали войну между греческой армией и кемалистами, несмотря на то что Греция была втянута в эту войну Антантой. Греческий флот был вынужден действовать с дипломатическим тактом, предпочитая во многих случаях не конфисковывать грузы идущие к кемалистам, нежели создавать эпизоды с союзниками. Для протурецкой позиции союзников характерен следующий случай. Самолёт греческой морской авиации типа Airco DH.9 с пилотами Х. Христидисом и Я. Псарудакисом на борту, совершая разведывательной полёт над Салихлы, в 100 км восточнее Смирны. В тумане самолёт потерял ориентацию и исчерпав ресурс топлива совершил посадку на побережье в итальянском секторе, в 12 км южнее Эфеса. Итальянцы конфисковали самолёт, арестовали пилотов и перевезли их на остров Родос, находившийся под их контролем. Христидис оставался в итальянской тюрьме до окончания войны, но Псарудакис бежал и через Александрию выбрался в Афины. Во время своего заточения Псарудакис узнал от местного грека что на борту итальянского парохода «Навкратуса» находились самолёты предназначенные кемалистам. Псарудакис сумел передать информацию в Морское министерство в Афины, которое выслало на перехват парохода крейсер «Элли». При досмотре были обнаружены и конфискованы 8 новых итальянских истребителей типа Ansaldo A.1 Balilla, которые были доставлены в Татой под Афинами.

### Флот в период похода на Анкару

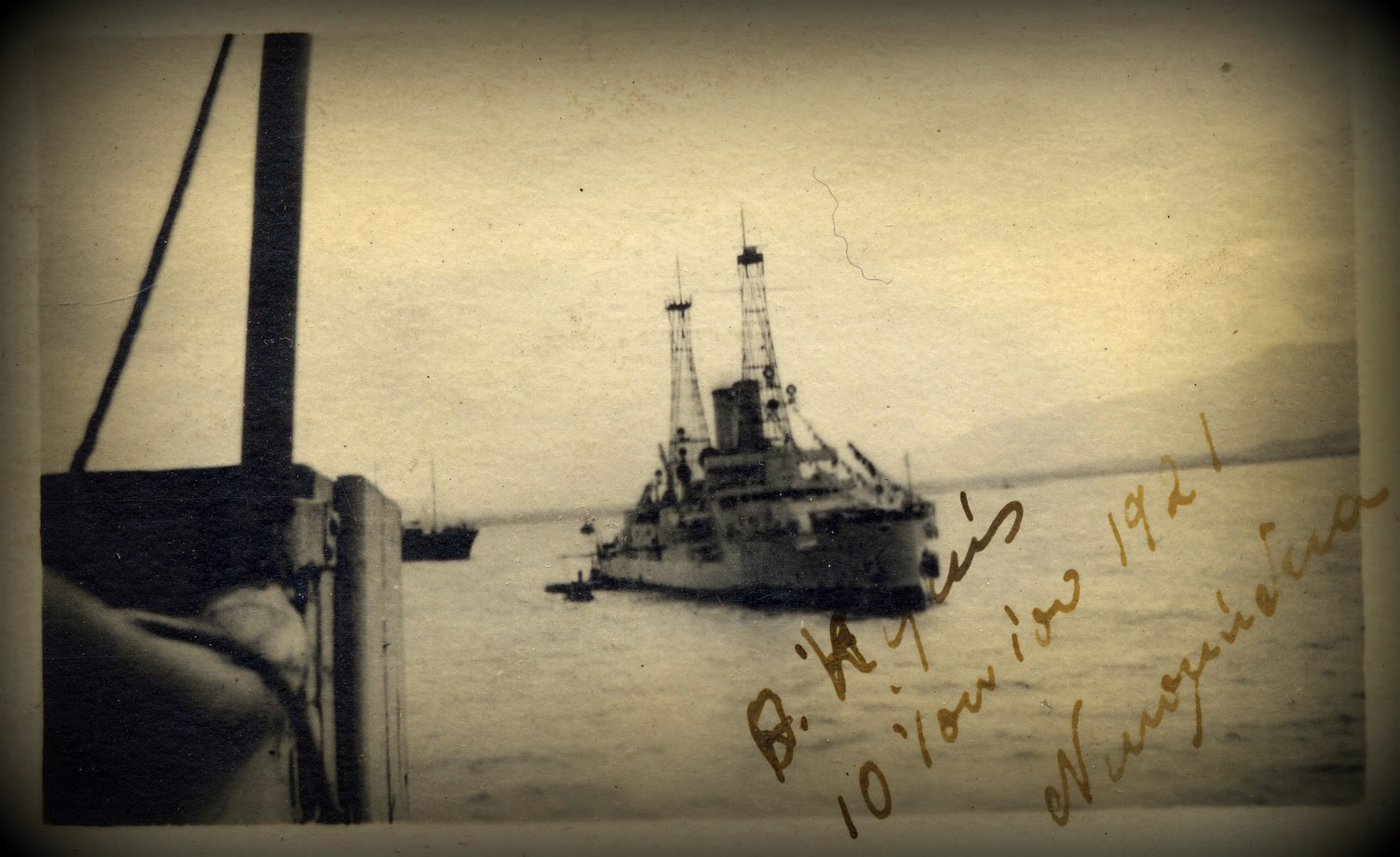
Линкор «Килкис» в Никомидии на Мраморном море, 10 июня 1921 года

Не находя решения в вопросе с греческим населением Ионии, в совсем иной геополитической обстановке, правительство монархистов продолжило войну. Греческая армия осуществила победное «Весеннее наступление» 1921 года, но полного разгрома турок не достигла. Поскольку Малоазийская армия обладала ограниченными силами, греческое командование попросило англичан освободить XI дивизию, посланную Венизелосом по просьбе Ллойд Джорджа летом 1920 года в Никомидию, находившуюся в британской зоне, для того чтобы обеспечить защиту Босфора и Константинополя. Известие о уходе греческой армии из региона всколыхнуло его христианское и черкесское население, которое в течение 1920—1921 годов было объектом массовой резни. Под прикрытием эскадры флота возглавляемой линкором «Килкис», была организована погрузка на суда 33 тыс. беженцев (21 тыс. греков, 9 тыс. армян, 3 тыс. черкесов и турок), бо́льшая часть которых (29 тыс.) была переправлена в Грецию. XI дивизия генерала Н. Кладаса, на своём пути к основным силам армии, обошла маршем Измитский залив, разгоняя на своём пути турецкие «четы». 10 июня дивизия дала бой на прибрежных высотах западнее города Биледжик. В ходе боя дивизии оказали огневую поддержку греческие эсминцы и линкор «Килкис». Турки оказали сопротивление, но не располагая артиллерией и после греческой атаки в беспорядке бежали в горы.
Через месяц греческая армия предприняла «Большое летнее наступление» 1921 года, нанесла туркам поражение в самом большом сражении войны при Афьонкарахисаре-Эскишехире, но разгрома армии кемалистов не произошло. Турки отошли к Анкаре и греческое правительство вновь встало перед дилеммой: что делать дальше:55-58. Экспедиционный корпус отдалялся всё дальше от начального плацдарма на побережье вокруг Смирны. Для заполнения образовывавшегося вакуума было сформировано Высшее военное командование (Ανωτέρα Γενική Στρατιωτική Διοίκηση), базировавшееся в Смирне, и которому было поручено поддержание порядка в прибрежной зоне находившейся под греческим контролем. Этому Верховному Командованию был, кроме прочего, подчинён отряд морской пехоты из 930 моряков и 36 офицеров, которые расположились в городах Киос, Муданья и Бурса. Этот шаг подтверждает тот факт, что у греческого флота не было реального противника на море. Несмотря на отсутствие противника, греческий флот не был свободен в своих действиях, поскольку его операции осложнялись тем, что в своём большинстве прибрежные зоны бывшей Османской империи были разделены и контролировались союзниками. Мраморное море, Дарданеллы и Босфор находились в британской зоне. Юго-западное побережье Малой Азии находилось в итальянской зоне и побережье Киликии находилось под французским контролем. Греция имела мандат на контроль лишь зоны вокруг Смирны.

## Морская авиация в Малоазийском походе

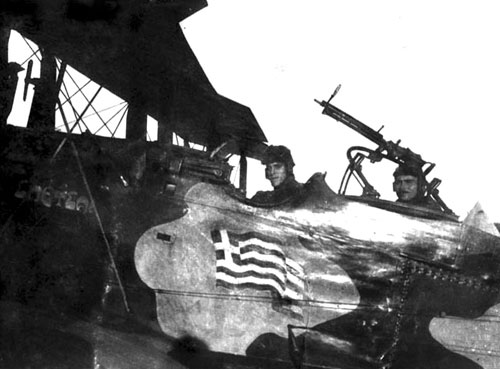
Самолёт «Спеце» типа Airco DH.9 греческой морской авиации в Смирне, 1919 год. Airco DH.9 был модификацией Airco DH.4 и предназначался для бомбардировки. Двигатель 240 л. с. Кроме груза двух 230-фунтовые или четырёх 112-фунтовые бомб, был вооружён двумя пулемётами: курсовой «Виккерс» для пилота и «Льюис» для наблюдателя (архив Службы Истории Военной Авиации).

Первый боевой вылет в истории мировой военной морской авиации был совершён в Первую Балканскую войну греческими пилотами М. Мутусисом и А. Морайтинисом.
В Первую мировую войну и после Национального раскола и формирования правительства Национальной обороны в македонской столице в сентябре 1916 года, самолёты греческой военно-морской авиации были переданы под британское командование и действовали как на македонском фронте, так и, базируясь на островах Лемнос и Тасос в операциях в черноморских проливах. В этих операциях греческая морская авиация получила признание союзников, а сам Морайтинис получил британский орден «За выдающиеся заслуги» и возглавил греческих морских лётчиков.
Греческие авиационные силы в период Малоазийского похода подразделялись на два рода: Армейская авиация (Στρατιωτική Αεροπορία, сокр. ΣΑ), которая к концу Первой мировой войны располагала четырьмя эскадрильями, и Морская авиация (Ναυτική Αεροπορία, сокр. ΝΑ), которая также располагала четырьмя эскадрильями (Η1, Η2, Η3 и Η4) и первоначально базировалась в пригородах греческой столицы Татой и Фалер. Морская авиация номинально располагала 50 самолётами, в основном типов Airco DH.4, Airco DH.9 и Sopwith Camel. Однако многие из них были просто оставлены союзниками в Греции после окончания Первой мировой войны и находились в нелётном состоянии. Механики греческой морской авиации использовали многие из них в качестве источника запчастей, для поддержания лётного состояния остальных самолётов. Греческая армейская авиация располагала 70 самолётами, но и их техническое состояние было не лучшим по отношению к самолётам морской авиации. Однако состояние авиации кемалистов на первоначальном этапе похода было значительно худшим. Из 43 самолётов находившихся в Константинополе до занятия города союзниками, считанные единицы вылетели в Конью, где началось воссоздание турецкой авиации. К ноябрю 1919 года турки располагали 11 самолётами российского производства, 2 самолётами Albatros, а также 17 старыми немецкими самолётами.
После высадки греческих войск в мае 1919 года в военных действиях были задействованы 4 эскадрильи армейской и 1 эскадрилья морской греческой авиации.
Первые самолёты эскадрильи морской авиации вылетели с лётного поля Мудрос на острове Лемнос и приземлилась на аэродроме «Парадисос» Смирны одновременно с высадкой Первой дивизии 2 мая 1919 года. Тремя днями позже, 5 мая, на аэродроме «Парадисос» приземлились ещё 5 самолётов Морской авиационной службы (Ναυτική Αεροπορική Υπηρεσία, сокр. ΝΑΥ) вылетевших из аэродрома Татой под Афинами. Эта маленькая эскадрилья с впечатляющими результатами приняла участие в боях по повторному занятию города Айдын, последовавших после резни в городе, и до полного разгрома турок и преследования оставшихся в живых до итальянской зоны, где они скрылись. Кроме Айдына, эскадрилья приняла участие в операциях в Омурлу Азли, в Адрамитион (Эдремит), Ивриди, Пергаме, Сома, Фиатере, Элликли и Филадельфии. 18 июня с Лемноса прибыли ещё 3 самолёта. На первоначальном этапе эскадрилья не находилась в подчинении штаба экспедиционного корпуса, и сохранение контроля над эскадрильей командующим флота, который находился на броненосце «Авероф», создавало проблемы координации операций. Проблема была разрешена закреплением офицера морской авиации к штабу экспедиционного корпуса в Смирне. 15 июня 1919 года на аэродроме «Парадисос» Смирны прибыли первые 3 самолёта типа Breguet-14 армейской авиации из Салоник. В конце июля греческая морская авиация получила возможность использовать аэродром «Казамир», который в Первой мировой войне использовала немецкая авиация (сегодня здесь раполагается Аэропорт имени Аднана Мендереса). Базируясь на этом аэродроме эскадрилья получила официальное название «Морская Авиационная Эскадрилья Смирны» (Ναυτική Αεροπορική Μοίρα Σμύρνης). 10 июля из Пирея в Смирну морем были доставлены истребители типа Camel. Этим же пароходом прибыли 17 пилотов ΝΑΥ, а также механики и административный персонал. До сентября 1919 года морская авиация в Смирне получала пополнение в людях и материалах, что позволило ей создать ещё 4 аэродрома в Севдикёе, Айдыне, Пергаме и Манисе. Следуя за наступающей греческой армией, лётчики ΝΑΥ постоянно меняли свои базы. К октябрю 1919 года эскадрилья ΝΑΜΣ располагала 25 самолётами, из которых 10 были разведчики-бомбардировщики типа Airco DH.9, а остальные 15 истребители типа Sopwith Camel. Личный состав эскадрильи Смирны постепенно достиг числа 1000 человек, включая технический и вспомогательный персонал. Самолёты морской авиации следовали за наступающими частями армии, формируя «Выдвинутые звенья фронта» (Προκεχωρημένα Σμήνη Μετώπου). Хотя действия морских лётчиков получили признание армейских офицеров, они своеобразно были оценены командованием пехотных частей. Так, генерал А. Кондулис, будучи доволен действиями Морской Авиационной Эскадрильи и предложив её лётчиков к наградам за их вклад в победе при Тумлу Бунар, «успешно бомбя и расстреливая врага на поле боя и в тылу, где уничтожила ряд автомобилей двигавшихся к Тумлу Бунар», завершал свою оценку следующим образом: «Авиация полностью заменила в Первом корпусе армии, в том что касается разведки, отсутствующую кавалерию».
Отдалившись от побережья вглубь Малой Азии, самолёты греческой морской авиации приняли участие в походе 7 дивизий армии на Анкару, который греческие историки С. Каргакос и Д. Фотиадис:82 именуют «эпосом греческой армии». В походе приняли участие все 3 армейские и морская эскадрилья экспедиционного корпуса, но общее число их самолётов не превышало 18:75. К тому же, как свидетельствует Д. Фотиадис, самолёты были старыми и их лётное состояние было настолько проблематичным, что британский авиационный офицер заявлял, что он «не доверил бы им и свою пилотку»:75. Хотя греческие пилоты на своих старых самолётах продолжали доминировать над полем боя, в сражении за Анкару 15 (28) августа была отмечена первая успешная бомбардировка произведенная турецким самолётом, в которой было убито 2 и ранено 7 греческих солдат":85. Исчерпав боеприпасы и не располагая ни людскими, ни материальными резервами, экспедиционный корпус отошёл от Анкары. Фронт застыл на год. Через год, перед турецким наступлением, в августе 1922 года, соотношение сил в воздухе кардинально изменилось в пользу турок: кроме советских и старых османских самолётов, над выступом Эскишехира летали 50 самолётов переданных кемалистам французами, остававшимися номинально союзниками Греции:174. Невзирая на изменившееся соотношение сил, греческие пилоты продолжали одерживать победы в воздухе.

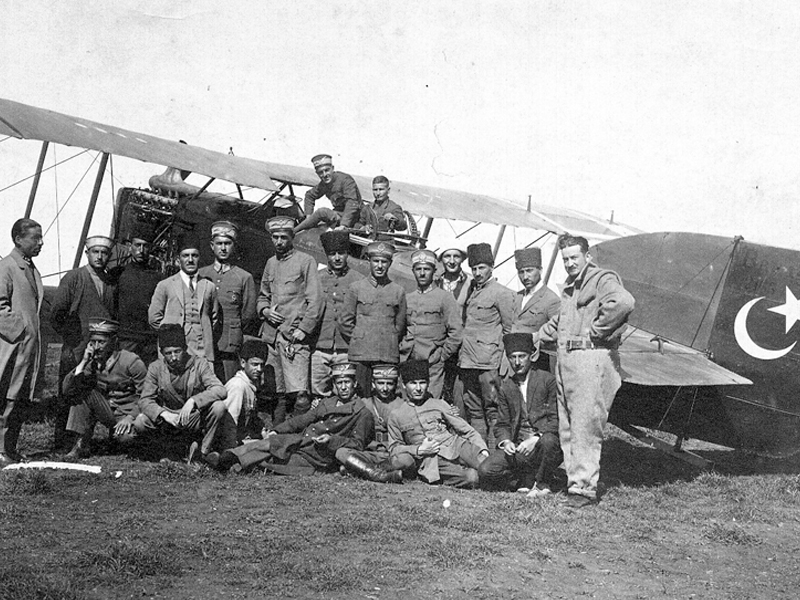
Французский Breguet 14 в составе авиации кемалистов.

Историографией особенно отмечен бой лётчика Христофора Ставропулоса, сбившего восточнее Афьон Карахисаром турецкий Breguet 14.
Морская авиация на протяжении 40 месяцев принимала участие в военных действиях армии от Смирны до Анкары и назад к Смирне.

## Эвакуация армии и флота из Малой Азии
Правительство монархистов объективно не могло прекратить войну не находя решения с греческим населением Малой Азии, но с другой стороны, из политических соображений и позиционируя себя победителем, не решалось принять необходимые политические или военные решения, как то отход на менее растянутую линию обороны вокруг Смирны. 22 июля (4 августа) 1922 года Ллойд Джордж, в своём гневном антитурецком выступлении в Палате Общин обвинил союзников, что в то время как они мешают грекам занять Константинополь и вести войну так, как они считают нужным, турки получают оружие из Европы. Речь Ллойд Джорджа обеспокоила Кемаля, опасавшегося, что Британия может оставить политику нейтралитета и он решился, через год после относительного затишья, предпринять своё наступление:353.
Турецкое наступление началось в ночь с 12 на 13 (26) августа 1922 года силами 12 пехотных и 4 кавалерийских дивизий. Туркам удалось без особого труда вклиниться в расположение между 1-й и 4-й греческих дивизий:174. «Все военные и политические аналитики считают, что причиной прорыва была недостаточность сил для фронта протяжённостью в 800 км». Даже там, где плотность была большей, между дивизиями существовали незащищённые участки в 15—30 км:159. Д. Дакин пишет, что в том что турки дошли до Смирны можно обвинять греческое руководство, но не греческого солдата. Он пишет, что греки, в ходе войны, нанесли туркам серьёзные потери, и что турки были обессилены и не были в состоянии вынести другие испытания. В заключение Дакин пишет, что «как и при Ватерлоо, большое сражение могло иметь этот или противоположный исход»:357. Последний командующий экспедиционным корпусом генерал Г. Полименакос издал 24 августа 1922 года один-единственный приказ: оставление Смирны и отход частей корпуса на Эритрейский полуостров (Чешме) для их дальнейшей эвакуации кораблями флота и торговыми судами на близлежащие греческие острова.

### Уход греческого флота из Малой Азии

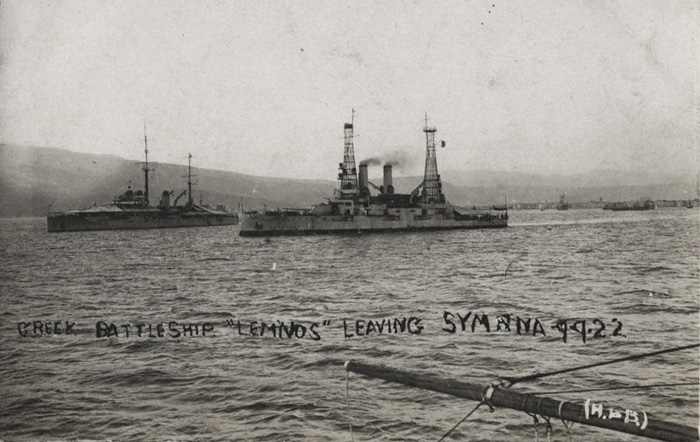
Линкор Лемнос уходит из Смирны, сентябрь 1922 года.

Последний самолёт греческой военной авиации вылетел из Малой Азии 26 августа 1922 года. Офицеры и солдаты штаба экспедиционного корпуса и гарнизона Смирны ушли в Пирей на борту греческих пароходов «Византион» и «Кикнос».
Однако губернатор А. Стергиадис, прослывший своей негативной политикой в отношении смирненских греков и препятствовавший их эвакуации в Грецию, во избежание создания проблемы беженцев, покинул Смирну на предоставленном ему англичанами британском линкоре HMS Iron Duke и более никогда не ступил ногой в Грецию.
В полдень 26 августа (7 сентября) находившейся в Смирне эскадре, в составе линкоров «Лемнос» и «Килкис», крейсера «Элли», эсминцев «Аспис» и «Сфендони» и вспомогательного крейсера «Наксос», под командованием контр-адмирала Каламидаса, было приказано уйти из города. Первым вышли линкоры, за ними последовали «Элли» и эсминцы. Последним отошёл «Наксос». При уходе греческой эскадры из Смирны, оркестры стоявших там итальянского линкора «Кайо Дуилио» и французских крейсеров «Вальдек-Руссо» и «Эрнест Ренан», соблюдая союзнический военный этикет, исполняли греческий национальный гимн, что в греческой историографии и сегодняшней публицистике, в лучшем случае, вызывает горькую иронию.
Не выходя из Смирненского залива, эскадра ночью отдала якоря у побережья Вурла Эритрейского полуострова. В ту же ночь капитану линкора «Килкис», И. Теофанидису было приказано возглавить эскадру, в которую кроме его линкора, вошли крейсер «Элли» и эсминцы «Аспис» и подошедший «Велос». Задачей эскадры была огневая поддержка частей уходящих из Смирны к Чешме. Операция началась 27 августа (8 сентября) и завершилась 3 (16) сентября. Остальные корабли греческого флота выполняли подобную задачу в других регионах Ионии. В частности, при огневой поддержке миноносца «Тетис», стала возможной эвакуация из Дикили на Лесбос на пароходах «Иония» и «Этолия» героической Отдельной дивизии, и пришедших к побережью вместе с дивизией 3000 беженцев.
Авангард турецкой армии вошёл в Смирну 28 августа (9 сентября).

## Резня и сожжение города на виду союзного флота

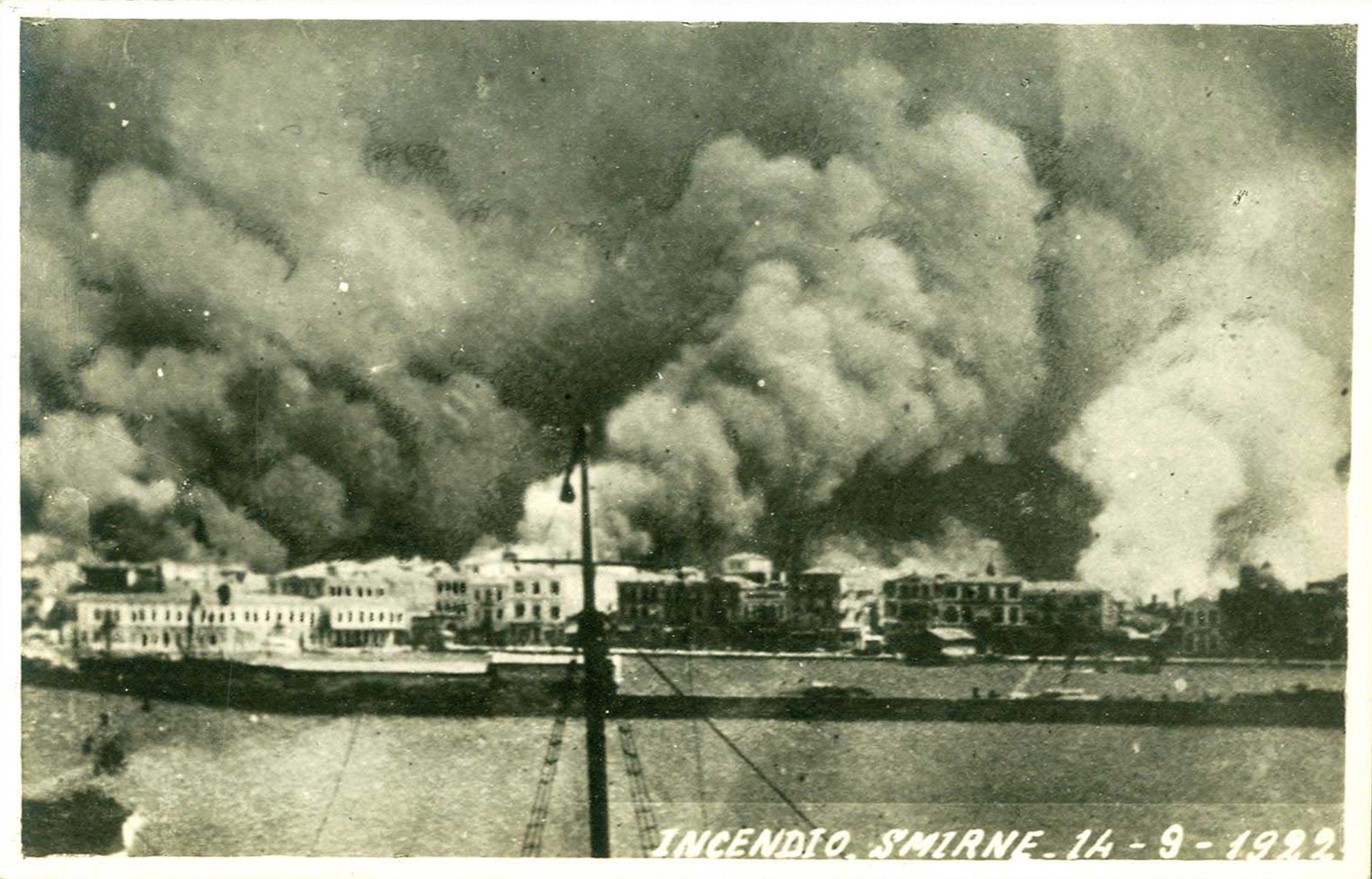
Сожжение Смирны. Снимок сделан с итальянского корабля, 14 сентября 1922.

Термин греко-турецкая война не используется ни греческой, ни турецкой историографией и далёк от исторической действительности. В турецкой историографии это часть войны за независимость и именуется «Западный фронт в войне за независимость» (тур. Kurtuluş Savaşı Batı Cephesi) или «Турецко-греческий фронт» (Türk-Yunan Cephesi). В греческой историографии событие именуется «Малоазийский поход». Кроме этого, термин «Освободительная война Турции» оспаривается не только частью греческих историков, но и некоторыми современными турецкими историками. Attila Tuygan в своей работе «Геноцид за мать-родину», включённой в изданной на греческом коллективную книгу «Геноцид на Востоке. От Османской империи к нации-государству» (Η γενοκτονία στην Ανατολή Από την Οθωμανική Αυτοκρατορία στο έθνος-κράτος) пишет: «Утверждение о том, что турецкая национально-освободительная война была дана против империализма не основано ни на чём. Напротив, как отмечает профессор Танер Акчам, освободительная война „была дана не против агрессоров, но против меньшинств“».
Греческое продвижение на восток, в течение 3 лет, носило чисто военный характер и, в меру возможного, не коснулось гражданского населения, а отношения между греческим и мусульманским населением на занятой греческой армией территории имели относительно мирный характер. По выражению Д. Хортона, «поверхностная идиллия нарушалась убийством 2—3 греческих чиновников»:91. Напротив, турецкое наступление означало начало широкомасштабной этнической чистки. Подтверждением этого является тот факт, что за всю войну греческая армия потеряла убитыми 25—50 тыс. человек, в то время как потери греческого гражданского населения несоизмеримы с этими цифрами и колеблются между 600 и 700 тыс. убитыми:A-218.
Когда речь идёт о смирненской резне, это касается не только населения города. Сюда стеклись десятки тысяч беженцев со всей Ионии, надеясь что турки не посмеют начать резню под дулами орудий союзных кораблей, и что в крайнем случае их переправят на греческие острова:292. На это надеялось и правительство монархистов, которое ещё до прорыва фронта, с июля 1922 года, было готово оставить Малую Азию. При этом правительство было озабочено не вопросом эвакуации населения, а желанием избежать наплыва беженцев в Грецию, что нашло отражение в законе от 16 июля, запрещавшем капитанам греческих судов перевозить в Грецию «иностранцев», где иностранцами считались малоазийские греки:101. С другой стороны, следует признать, что после ухода армии из города, греческая администрация попыталась организовать цивилизованную передачу власти:154:84-92.
Вступление турок в город ожидалось 9 сентября. Греческие жандармы продолжали патрулировать на улицах, соблюдая порядок. Хортон пишет, что они заслужили своим поведением доверие всех жителей Смирны. Некоторые дипломатические миссии даже просили союзного комиссара оставить жандармов, до принятия власти турками, под гарантию союзников для их беспрепятственного отбытия:115 Согласно Д. Хортону, Кемаль был полон решимости искоренить навсегда христианское население Малой Азии. Согласно его плану, город должен быть подвергнут резне, начиная с армян, что, согласно Хортону, «доставляет особенное удовольствие туркам». После чего (греческий) город должен быть сожжён и всё его мужское население отправлено маршами смерти вглубь Азии:109.
Последние греческие солдаты ушли из города 8 сентября. Пожар в Смирне, при благоприятном для турок ветре, начался с армянского квартала 13 сентября, что означает, что город был в руках турок 5 дней до начала пожара:110. Турецкий журналист и политик Фалих Рыфкы Атай (1894—1971) впоследствии писал в своей книге «Cankaya»: «Почему мы сожгли Смирну? Потому что мы боялись, что если здания останутся на своём месте, мы не могли бы избавиться от меньшинств».
Последовавшая резня происходила на виду союзных кораблей, стоявших на якорях в сотнях метров от набережной, при том что «взрыв одного холостого снаряда, выпущенного с них на турецкий квартал города, отрезвил бы турок»:140. Хортон пишет, что только разрушение Карфагена римлянами может сравниться с разрушением Смирны и истреблением его христианского населения. «Но в Карфагене не было христианских кораблей, наблюдавших безучастно за резнёй, в то время как одного холостого выстрела было бы достаточно чтобы прекратить резню»:197. Адмиралы цивилизованных сил не только наблюдали безмятежно за резнёй, но командующий французской эскадры извинился за свою задержку на банкет Нуреддина, «по причине того, что пропеллер его катера был заблокирован плавающими трупами»:18.

## Морская операция пастора «адмирала»
Аса Дженнингс (1877—1933), бывший пастор-методист и миссионер американской YMCA прибыл в Смирну за несколько недель до Резни и сожжения города. С уходом греческой армии из города и наплывом беженцев он организовал на месте «Американский комитет помощи». По его оценкам в порту скопилось до 350 тыс. беженцев. 13 сентября город был уже в огне и всем американским и британским гражданам было приказано покинуть его на союзных кораблях. Дженнингс решил остаться и встретиться с М. Кемалем и добиться разрешения на эвакуацию беженцев. Встреча состоялась при посредничестве американского адмирала Марка Бристоля (Mark Lambert Bristol, 1868—1939), имевшего дружественные отношения с Кемалем, а также известного своими протурецкими и антиармянскими, в дальнейшем и антигреческими, позициями. Кемаль выставил условия:
- у Дженнингса было 7 дней на эвакуацию беженцев;
- задействованные суда не должны были нести греческие флаги;
- суда не могут швартоваться в порту, поскольку турки должны иметь контроль над эвакуацией;
- ни одному мужчине в возрасте 17—45 лет не разрешалось покинуть Смирну, во избежание их дальнейшего вступления в греческую армию.

В некоторых греческих источниках эти условия завершились фразой «если эвакуация не будет окончена в течение 7 дней», то «резня будет продолжена до последнего ребёнка».
Дженнингсу не оставалось ничего, как принять все условия. На американском катере он добрался до стоявшего на рейде французского судна Pierre Loti. Французский капитан отказался принять беженцев. Сразу затем Дженнингс поднялся на итальянское судно «Константинополь». Итальянский капитан согласился принять 2000 беженцев, но за взятку. Продолжая торговаться, итальянец заявил, что греческие власти могут не разрешить беженцам высадиться. После чего Дженнингс заявил, что он будет сопровождать беженцев до Митилини и берёт на себя ответственность за их высадку. Дженнингс без проблем высадил беженцев в Митилини, после чего встретился с генералом А. Франгу, чья «Железная дивизия» с боями пробилась к побережью и переправилась на Лесбос. Франгу отказался предоставить стоявшие в порту суда, поскольку они предназначались для переброски дивизии в Афины, в рамках антимонархистского восстания (чего Дженнингс не мог знать). (По другим источникам Франгу согласился предоставить 6 пароходов, при условии американских письменных гарантий безопасности судов и их возвращения, после чего Дженнингс совершил на каике трёхчасовой переход в Смирну и вернулся с гарантиями.)
Утром 10 (23) сентября, выходя от генерала, расстроенный Дженнингс увидел в порту линкор «Килкис». Капитан Теофанидис принял пастора и дал ему возможность обменяться зашифрованными посланиями с греческим кабинетом министров. Дженнингс настаивал на срочном принятии решения, но министры опасались, что посланные торговые суда будут конфискованы турками и будут использованы для высадки на греческие острова. К вечеру того же дня греческое правительство ответило положительно.
Капитан И. Теофилакос призвал на борт линкора капитанов стоявших в порту торговых судов. Некоторые из капитанов попытались отказаться от участия в операции, ссылаясь на технические проблемы. После того как капитан Теофилакос заявил что отдаст их под трибунал и их участие было обеспечено. На рассвете следующего дня 26 пароходов, возглавляемых Дженнингсом, который находился на головном судне, направились спасать остававшихся в живых жителей Смирны и беженцев. По прибытии судов турки производили сепарацию жителей на тех кому разрешалось подняться на борт, и тех кому была предписана другая судьба. По истечении срока операции в Смирне, Дженнингсу было разрешено организовать аналогичные операции на всём побережье от Чёрного моря до Сирии. Новое революционное греческое правительство довело число торговых судов возглавляемых Дженнингсом до 55. Беженцы стали именовать пастора «адмиралом». К декабрю 1922 года были эвакуированы до 500 тыс. беженцев.

## Флот в революции сентября 1922 года

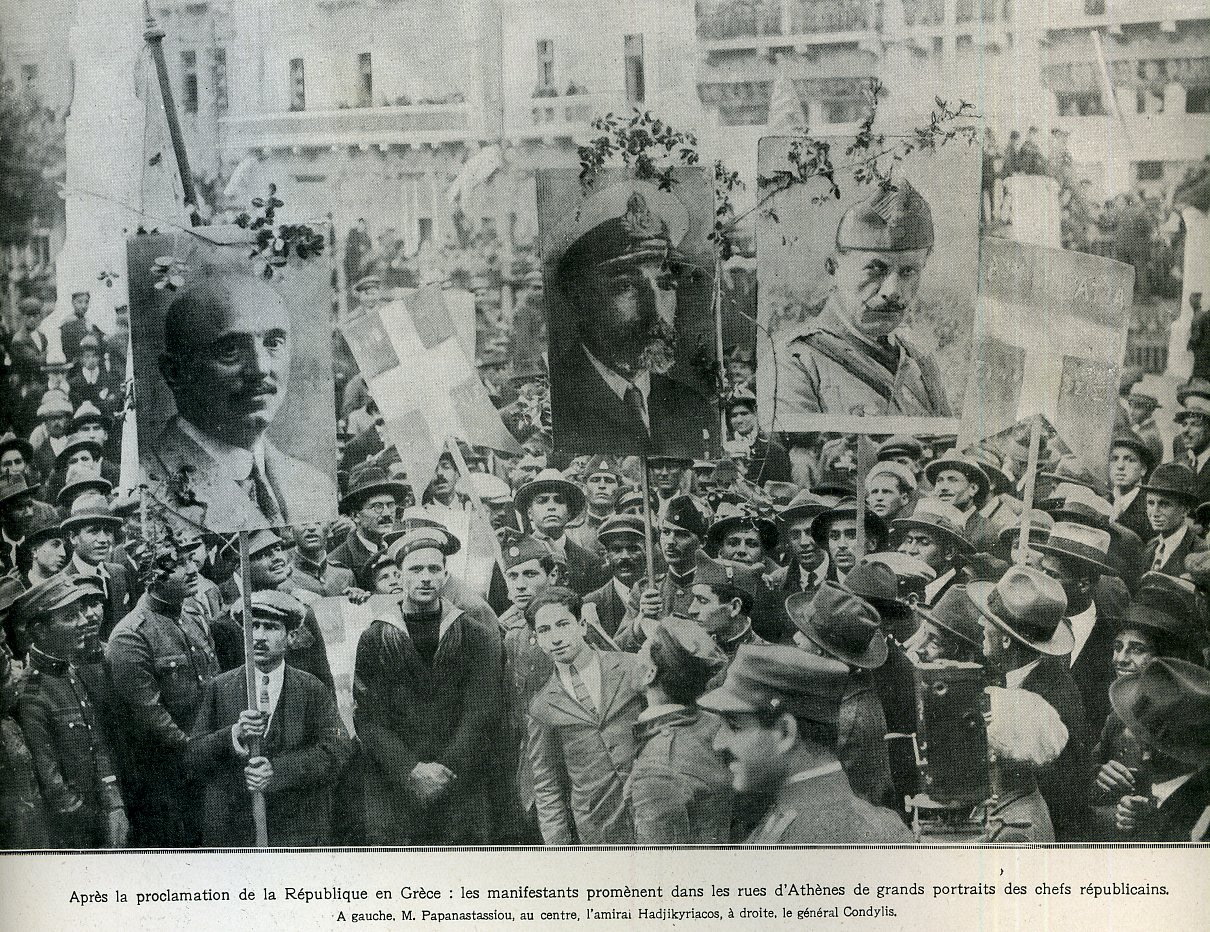
Портрет командующего флота контр-адмирала А. Хадзикирьякоса (в центре) на демонстрации в честь провозглашения республики в 1924 году.

11 сентября 1922 года, за два дня до начала разрушения Смирны, эвакуированные на острова Хиос и Лесбос воинские части начали своё антимонархистское восстание. Находившиеся там грузовые суда были мобилизованы восставшими для переброски в Лаврион и дальнейшего марша на Афины. Восставший линкор «Килкис» под командованием капитана И. Деместихаса находился на острове Самос до 15 сентября, то есть 3 дня после начала разрушения Смирны турками, когда дым (днём) и зарево (ночью) горящей Смирны были видны и с Самоса, и с Хиоса.
15 сентября «Килкис» встретился в море между Хиосом и Самосом с мятежным «Авероф», который под командованием капитана А. Хадзикирьякоса вышел из состава эскадры Антанты в Константинополе и направлялся в Пирей. Первоначально в ревсовете флот был представлен начальником морской базы Хиоса Д. Фокасом:358 и капитаном Петропулакисом. Однако Петропулакис стал требовать «расстрела 300 ответственных за катастрофу: короля принцев, министров и генералов и провозглашения социалистической революции». Как пишет Т. Герозисис, его «объявили сумасшедшим и заключили под арест в каюте его корабля»:387. Напротив, капитан Фокас добровольно вышел из состава комитета несколькими неделями позже, по причине разногласий с радикальными офицерами. Так в тройку «Временного революционного комитета», наряду с Т. Пангалосом и А. Отонеосом, вошёл капитан Хадзикирьякос:389, который кроме этого стал командующим флота. С поста члена ревсовета, Хадзикирьякос оказал значительное влияние на принятие приговора на «Процессе шести» бывших членов монархистского правительства, которые в октябре 1922 года были приговорены к смерти:394.

## Восточная Фракия — греческий флот как помеха в геополитике союзников
После де-факто окончания Малоазийского похода греческий флот оставался гарантией безопасности для прилегающих к Малой Азии греческих островов и для Восточной Фракии. Часть малоазийской армии была эвакуирована в Восточную Фракию, усилив тем самым расположенные там греческие дивизии. С расформированием Малоазийской армии, 6 (19) сентября началось формирование Фракийской армии. Приказом нового военного министра А. Хараламбиса от 19 сентября (2 октября) во Фракийскую армию включались III и IV армейские корпуса. К концу сентября Фракийская армия насчитывала 6 пехотных и 1 кавалерийскую дивизии, общей численностью в 55 тыс. человек. Но то что делало занятие Восточной Фракии кемалистами невозможным было не присутствие в Проливах малых сил союзников, а наличие у Греции военно-морского флота, при его полном отсутствии у кемалистов. У кемалистов не было никаких реальных шансов для занятия Восточной Фракии. Греческие корабли надёжно прикрывали проливы и европейский берег Мраморного моря. Последовавшая нейтрализация этого греческого преимущества на море связана с антагонизмами союзников, их геополитическими интересами и вихрем последующих политических и дипломатических событий. Ещё до завершения военных действий, Д. Хортон писал в Государственный департамент США: «Если Турции удастся занять Константинополь, на Балканах никогда не будет мира»:226.
Через 2 дня после вступления турок в Смирну, 29 августа 1922 года, англичане начали укреплять Чанаккале на азиатском берегу Дарданелл и собирать вокруг него силы. 31 августа Кемаль заявил, что только предоставление туркам Восточной Фракии и Константинополя позволит избежать столкновения с союзниками.
2 (15) сентября британский совет министров принял решение оказать сопротивление, если турки нарушат нейтральную зону Чанаккале. В тот же день Великобритания обратилась к своим заморским территориям о отправке подкреплений в Дарданеллы, но только Новая Зеландия ответила положительно. Г. Спендзос пишет что и Новая Зеландия колебалась. Возникла вероятность того, что Британия оставит нейтралитет, который она соблюдала с ноября 1920 года и, с целью реорганизации греческой армии, окажет Греции самую необходимую для неё на тот момент помощь — финансовую. Это позволило бы греческой армии вновь стать силой сдерживания кемалистов. 3 (16) сентября британское правительство объявило, что ответит войной на нарушение турками нейтральной зоны. Однако на следующий день Франция и Италия начали эвакуацию войск из Чанаккале. 5 (18) сентября турецкие части вступили в нейтральную зону Чанаккале, но ни турки ни англичане не открыли огонь. Как пишет Д. Дакин, у Кемаля не было намерения вступать в конфликт с Британской империей. «Он знал что англичане могли положиться на греческие дивизии во Фракии и англичанам было бы достаточным передать им вооружение, чтобы сделать их непревзойдённой военной силой»:363. 6 (19) сентября Малую Азию покинули последние греческие части. В тот же день британский министр иностранных дел лорд Керзон прибыл в Париж. Переговоры выявили полное расхождение в позиции Британии и Франции касательно Кризиса в Чанаккале (Chanak Crisis). 7 (20) сентября последние французские и итальянские части ушли из Чанаккале. В тот же день Керзон согласился с французским премьером Р. Пуанкаре начать с турками переговоры о перемирии.
9 (22) сентября союзники пришли к соглашению уступить Кемалю Восточную Фракию. Д. Мавридис пишет, что эта уступчивость, кроме нежелания граждан их стран ввязываться в новую войну, объясняется также тем, что в значительной степени они уже обеспечили свои интересы. Восточная Фракия была принесена в жертву экономическим интересам союзников в Турции, а также геополитическим интересам Британии (Ирак, мосульская нефть), Франции (Сирия и Ливан) и Италии (Додеканес, ослабление позиции Греции в Албании). Передача Восточной Фракии туркам отдаляла также вероятность столкновения между немногочисленными союзными, в основном британскими, силами в Константинополе и проливах, с кемалистами. Кроме того, своими действиями союзники удерживали Турцию от сближения с Советской Россией, подрывали надежды Ленина на роль Турции в мировом антиколониальном движении, и постепенно вводили Турцию в санитарный кордон вокруг Советского Союза. Однако лорд Керзон законно задавался вопросом «Кто заставит греков оставить Восточную Фракию?». Д. Мавридис отмечает возможные сценарии развития событий, если бы правительство Греции не уступило давлению союзников, где решающая роль принадлежала греческому флоту:
1. Атака турок на английскую зону в Чанаккале. В этом случае Великобритания была бы вынуждена принять бой, «к удовлетворению Ллойд Дорджа и Черчилля».
2. Турки вынуждены смириться с создавшейся ситуацией. В этом случае Греция вероятнее всего удержала бы бо́льшую часть Восточной Фракии.
3. Возможная попытка турок высадить войска на черноморском побережье Фракии или через Босфор. Эта возможность была рассмотрена Черчиллем, бывшем тогда госсекретарём по делам колоний, и в качестве бывшего военного секретаря. Черчилль пришёл к выводу, что в этом случае турки будут зависеть от милости орудий британского либо греческого флотов.
4. Если бы Британия пошла на унижение допустить войскам кемалистов нарушить нейтральную зону, проблема переправки войск через проливы и Мраморное море оставалась для кемалистов по прежнему неразрешимой.
5. Мавридис пишет, что в любом случае у Греции было бы достаточно времени для реорганизации Фракийской армии, что собственно и произошло через несколько месяцев[57].

10 (23) сентября Британия, Франция и Италия пригласили турок принять участие в мирной конференции, в обмен на передачу ей Восточной Фракии. В Афинах тогда не было правительства способного отреагировать на эти события. На следующий день началось восстание греческой армии и флота, в числе основных целей которого были низложение короля Константина и спасение Восточной Фракии. Характерен лозунг восстания: «Эллада — Спасение» (Ελλάς — Σωτηρία). Но союзники уже приняли решения. Д. Мавридис пишет, что Ллойд Джордж был опечален тем, что события в Греции опоздали на несколько дней.
14 (27) сентября Венизелос, находившийся в Париже, согласился представлять революционное правительство за границей. Правительство возлагало на него надежды, что ему удастся нейтрализовать и повернуть свершившиеся события.
16 сентября английское правительство решило предъявить туркам вступившим в зону Чанаккале ультиматум, который однако не был вручён им генералом Ч. Харингтоном. Современный британский историк Chris Wrigley считает, что, благодаря действиям Харингтона, Великобритании удалось избежать новой войны с Турцией. 18 сентября (1 октября) союзники и турки согласовали начать переговоры о перемирии в Муданья. В том что касается греческого флота, самым значительным событием стал вывод его кораблей из Мраморного моря, осуществлённый по настоянию союзников до начала конференции в Муданья. Союзники таким образом пытались ублажить кемалистов, но одновременно устранили основное препятствие для занятия ими Восточной Фракии, каковым был греческий флот. 19 сентября (2 октября) в Париже состоялась бурная встреча Венизелоса и лорда Керзона. Венизелос отклонил предложение о выводе греческих войск из Восточной Фракии до созыва мирной конференции. Он аргументировал свою позицию тем, что в таком случае не оставалось ничего что подлежало бы обсуждению. «Керзон чувствовал себя неловко, поскольку те же самые аргументы он приводил Пуанкаре». Согласно Керзону, даже намёк на передачу Восточной Фракии туркам вывел Венизелоса из его обычного состояния хладнокровия.
20 сентября (3 октября) началась Муданийская конференция. В тот же день, в телеграмме революционному правительству Венизелос советовал немедленно принять решение союзников о оставлении Восточной Фракии. По сегодняшний день историки выстраивают догадки о том, что случилось за эти два дня, что стало причиной резкого поворота в позиции Венизелоса. Нет никаких деталей о закулисных событиях и давлениях.
Венизелос писал: «Непоправимая катастрофа уже состоялась. Три великих и бывших союзными нам Силы, приняли решение передать её (Восточную Фракию) Турции. Ни один здравомыслящий гражданин не может и помыслить о продолжении войны с Турцией при нашей полной политической и военной изоляции» и добавил, что турки будут угрожать и Западной Фракии. Он завершил телеграмму следующим образом: «В случае если правительство примет решение продолжать борьбу за Восточную Фракию против воли союзников, мои горячие пожелания будут сопровождать борьбу Нации, но в таком случае я нахожусь в печальной необходимости отказаться от почётного мандата представлять страну за рубежом». Подобных фраз от Венизелоса никто не ожидал. Это был уже не известный всем решительный революционер и политик.
Мавридис пишет, что новый командующий генерал К. Нидер запросил правительство нарушить нейтральную зону Константинополя и против воли союзников выйти к Босфору. Мавридис продолжает, что многие в революционном правительстве придерживались подобной позиции, но сомневается, что у Нидера в сентябре 1922 года была армия с возможностями наступления. Другие историки считают, что ситуация не была обескураживающей. Фракийская армия была достаточно сильной и, находясь в 30—50 км от Константинополя, могла бы занять город, даже если бы союзники решились передать его кемалистам. Согласно этим оценкам, турки стояли в Никомидии и при доминировании греческого флота в Мраморном море и проливах никаких реальных возможностей переправиться на европейский берег не имели.
Однако выступавшие против оставления Восточной Фракии члены правительства были переубеждены Венизелосом. Одновременно Венизелос советовал правительству не соглашаться на эвакуацию из Восточной Фракии до начала конференции о заключения (окончательного) мира.
Мавридис пишет, что остаётся фактом, что турки не могли переправиться через Мраморное море и занять Восточную Фракию под огнём кораблей греческого флота и это было причиной тому, почему англичане настойчиво просили вывести греческий флот из Мраморного моря до начала конференции.
Однако он же пишет, что разорённая десятилетними войнами страна, обременённая кроме того миллионом беженцев, не располагала финансовыми возможностями для продолжения войны. Уже в конце Малоазийского похода, в марте 1922 года, министр финансов правительства монархистов П. Протопападакис был вынужден предложить оригинальный для истории мировых финансов способ приобретения денег для казны, путём рассечения надвое всех банкнот в обращении. Так в один день государство получило полтора миллиарда драхм, что дало правительству возможность продолжить войну ещё несколько месяцев:167 и, согласно Д. Фотиадису, обеспечить армию «селёдкой, которая стала почти единственной пищей наших солдат»:A-200.
Муданийская конференция была организована союзниками для заключения условий перемирия и продолжилась с 20 по 28 сентября. Мавридис пишет, что основной целью конференции было заставить греков оставить Восточную Фракию. Взамен турки продолжат признавать нейтральную союзную зону в Проливах до заключения окончательного мира. Греки были приглашены в Муданья чтобы принять свершившиеся за их счёт события. Конференция началась без греческой делегации, которая прибыла на следующий день после её начала, 21 сентября. Сразу же основной темой стало установление линии, на которую должны отойти греческие войска. Мавридис пишет, что это была своеобразная конференция перемирия, которая предрешала условия Мирной конференции. Перемирие обязывало одного из противников отойти далеко за линию которую он удерживал до того и передать противнику огромные территории. Согласно главе турецкой делегации И. Инёню союзники приняли его предложение: «Давайте придём к результату и греки будут вынуждены принять его». Прибывшая на следующий день на конференцию греческая делегация даже не видела турецкую делегацию, и, вместо того чтобы сесть за стол переговоров, была приглашена на союзный корабль для ознакомления с принятыми за счёт Греции решениями. Французы и итальянцы открыто выступали как союзники Турции. Англичане пытались в какой то мере вести переговоры в интересах Греции. «Фракия была передана нам без единого выстрела», заявил через 50 лет Исмет Инёню.
Глава греческой делегации генерал А. Мазаракис, который в 1920 году командовал «дивизией Смирны» при занятии Восточной Фракии, позже писал, что он полагал что целью конференции перемирия было установить линии, на которых греческая и турецкая армии должны были оставаться до Мирной конференции. Однако 22 сентября, на английском броненосце, ему был представлен текст составленный без согласия греческой стороны, лишь для обсуждения деталей исполнения уже принятого решения. Мазаракис заявил, что текст предрешает условия будущей Мирной конференции и что он прибыл согласовывать условия перемирия, а не выслушивать детали о оставлении Восточной Фракии. Генерал отказался подписывать перемирие. В тот же день, 22 сентября (5 октября) Венизелос заявил лорду Керзону, что Греция уйдёт из Восточной Фракии. 24 сентября (7 октября) греческое правительство согласилось на передачу Восточной Фракии туркам, а 25 сентября правительство уполномочило греческого комиссара в Константинополе подписать перемирие. 28 сентября Муданийское перемирие было подписано и греческий представитель покинул город.
Много позже, в своей книге изданной в 1948 году и рассматривая военные параметры вопроса, генерал Мазаракис заявлял, что если бы революционное правительство заявило о своём твёрдом намерении защищать Восточную Фракию и использовать своё основное оружие в этом вопросе, военно-морской флот, то это нейтрализовало бы подписанное союзниками соглашение и, в худшем случае, перенесло бы рассмотрение вопроса о Восточной Фракии до Мирной конференции. Генерал Мазаракис пишет, что мощь греческого флота не позволяла туркам реально угрожать Восточной Фракии и что Венизелос из Парижа и революционное правительство из Афин, по необъяснимым для него причинам, поторопились дать согласие на оставление Восточной Фракии.
2 (15) октября началась эвакуация греческих войск из Восточной Фракии. 6 октября британский премьер Ллойд Дордж подал в отставку. 11 октября началась эвакуация греческого населения Восточной Фракии и малоазийских беженцев, нашедших там временное убежище. 15 (28) ноября состоялась официальная передача Восточной Фракии туркам.
Со своей стороны Э. Хемингуэй, будучи военным корреспондентом газеты Toronto Star описывал события так: «Для Греции 1922 года, Фракия была как Битва на Марне — там будет сыграна и выиграна вновь игра. Зрелище было потрясающим. Вся страна находилась в военной горячке <…> А затем случилось неожиданное: союзники подарили Восточную Фракию туркам и дали греческой армии крайний срок 3 дня для её эвакуации…». Хемингуэй был потрясён картиной греческих солдат, оставлявших Восточную Фракию в октябре 1922 года: «Весь день я наблюдал как они проходили передо мной. Усталые, грязные, небритые, гонимые ветром. И вокруг них молчание поражённой внезапным Фракии. Они уходили. Без оркестров, без маршей…! Эти мужи были знаменосцами славы, которая совсем недавно именовалась Греция. И эта картина была концом второй осады Трои».
Г. Спендзос пишет, что Греция согласилась оставить Восточную Фракию не по военным, а по политическим причинам. Он пишет, что в военном отношении кемалисты не могли переправить свои войска на европейское побережье проливов и Мраморного моря. Спенздос пишет, что вопрос был чисто политическим и касался позиции Британии, которую нельзя было принудить к вовлечению в военный конфликт ради греческих интересов. С другой стороны, использование малых британских сил в нейтральных зонах в качестве щита было для греков «вне всякой логики».
Турки сразу нарушили условия перемирия. Они расположили войска и стали укреплять позиции не в 15 км от проливов, как было предусмотрено статьёй 11 перемирия, а в 5 км. Также вместо предусмотренных 8 тыс. жандармов, они переправили в Восточную Фракию войска, которые к концу 1922 насчитывали 35 тыс. человек и 100 орудий. Кроме этого турки получили возможность мобилизовать на месте местное мусульманское население и, в случае возобновления военных действий, могли довести свои силы в Восточной Фракии до 40—50 тыс. человек.

## Флот накануне возобновления войны

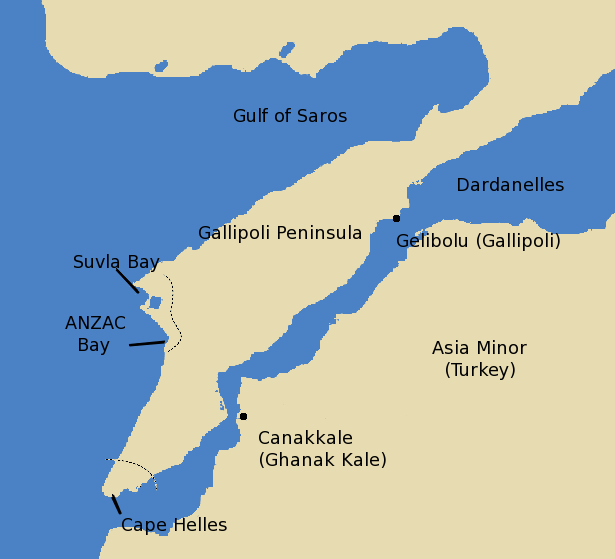
Регион планируемых операций греческого флота в 1923 году: побережье Восточной Фракии, Саросский залив и Дарданеллы.

Мир ещё не был подписан. Фракийская армия, перешедшая из Восточной в Западную Фракию, в январе 1923 года состояла из 3 корпусов, включавших в себя 9 пехотных и 1 кавалерийскую дивизию, насчитывавших в общей сложности 110 тысяч человек. Слабым звеном армии была артиллерия. В силу оставленных в Малой Азии тяжёлых орудий, армия располагала только двумя полками полевой артиллерии. Попытка приобрести орудия в традиционно союзной грекам Сербии не имела результата.
В том что касается греческого флота, то потеряв базу в Константинополе, его корабли усилили защиту примыкающих к Малой Азии островов и создали эскадру базировавшуюся на островах у побережья Восточной Фракии и у входа в Дарданеллы (Лемнос , Имброс, Тенедос, Самотраки). В случае возобновления военных действий флот мог оказать Фракийской армии огневую поддержку и обеспечить десантные операции. Для входа в Дарданеллы и возвращения греческого флота в Мраморное море, реальное противодействие, в зависимости от политической обстановки, могло исходить только от союзных флотов. В этих дипломатических и военно-политических условиях 7 (20) ноября 1922 года в Лозанне началась международная конференция для достижения мира:364. Грецию представлял Венизелос, Турцию — И. Инёню, Великобританию — лорд Керзон, Францию — премьер Пуанкаре, Италию — Б. Муссолини. Перед началом Лозаннской конференцией, командующий флотом А. Хадикирьякос, был числе офицеров, требовавших у Венизелоса, не быть уступчивым, информируя его, что армия реорганизована и готова вновь занять Восточную Фракию, вплоть до Константинополя:397. Турецкая делегация предстала в качестве победителя и (кроме претензий к другим союзникам) с максималистскими претензиями к Греции (военные репарации, изгнание Константинопольского православного патриархата, предоставление территорий на западном берегу реки Эврос, референдум в Западной Фракии). Требование распустить греческий флот само по себе подчёркивало значение флота для обороны островов и в случае возобновления войны. Д. Дакин пишет, что, для принуждения турок к миру, главным козырем в руках лорда Керзона, как и Венизелоса, была реорганизованная Фракийская армия, которая могла «с британской поддержкой (или без неё) молниеносно занять Константинополь и изгнать турок из Восточной Фракии»:364.
При всех нарушениях условий Муданийского перемирия, турки не располагали во Фракии достаточными силами, чтобы противостоять 9 греческим дивизиям, а греческий флот мог пресечь всякую попытку переброски дополнительных турецких сил. На случай если мир не будет заключён, план штабов армии и флота предусматривал немедленное форсирование реки Эврос, прорыв турецких укреплений в Чаталдже в 30 км от Константинополя и выход на Босфор. Решающую роль в успешном осуществлении плана имели безоговорочная способность входа греческого флота в Проливы, запланированная десантная операция II корпуса армии и флота в Саросском заливе и блокада кораблями флота фракийского побережья, что делало невозможным переброску турецких подкреплений и снабжения.
Претензии турок на Западную Фракию были отклонены с самого начала, но Венизелосу пришлось принять коррекцию границы у Адрианополя. В вопросе репараций Венизелос искусно распространил слухи о том, что если турки будут настаивать, он не сможет помешать приказу правительства начать наступление в Восточной Фракии:364. Командование армии и флота было настроено воинственно и полно оптимизма. Однако Венизелос учитывал финансовое состояние страны и усталость народа от бесконечных войн и был полон решимости положить конец военному десятилетию. Он прозондировал возможность получения у союзников финансовой помощи, без которой страна была не в состоянии вести продолжительную войну. Ответы были неутешительными. Одновременно, чтобы ускорить события и избежать продолжительной войны, он прозондировал возможность переброски во Фракию четырёх дивизий традиционно союзной грекам Сербии. В ответ Греция была готова передать Сербии незначительные приграничные территории у города Флорина в Западной Македонии, но и здесь чёткий ответ не был получен.
На переговорах Инёню категорически отказался согласиться с возвращением беженцев к своим очагам. Венизелос неоднократно осудил турецкую идею насильственного обмена. Венизелос и Керзон дали дипломатический бой за оставление Патриархата и греческого населения в Константинополе. Однако для подписания мира, Венизелосу пришлось согласиться с тем, что беженцы не возвратятся к свои очагам и подписать протокол о насильственном обмене населением, что стало последним актом Малоазийской катастрофы. Не добившись «роспуска греческого флота», Инёню в последний момент выторговал, освобождённые греческим флотом ещё в Первую Балканскую войну (1912—1913), острова Имврос и Тенедос, «для обеспечения безопасности проливов», обязавшись предоставить их греческому население местное самоуправление. (Последнее было попрано и после гонений конца 50-х годов на островах почти не осталось греческого населения.)
После того как Венизелос поставил свою подпись под соглашением, адмирал А. Хадзикирьякос, вместе с генералом Т. Пангалосом, послали ему следующую телеграмму: «Мы вынуждены принять, ради чести Греции, это решение, несмотря на то, что оно было принято вразрез с чётким письменным указанием министру иностранных дел. Командующие армии и флота скорбят со вчерашнего дня и более не доверяют делегации»:398.
Фракийская армия и военно-морской флот Греции стали в конечном итоге ценным оружием в руках Венизелоса для ведения переговоров. Г. Спендзос считает, что если бы Венизелос сумел обеспечить хотя бы финансовую поддержку союзников или 4 запрошенные у сербов дивизии, то он «первым» и однозначно дал бы приказ повторного занятия Восточной Фракии. Однако поскольку на горизонте не высматривалась ни финансовая, ни военная помощь, Венизелос, будучи прагматиком, счёл, что для обессиленной десятилетними войнами страны, обременённой к тому же миллионом беженцев, возобновление военных действий было бы нереальным.

## Отголоски вклада флота в Малоазийский поход
- С началом Греко-итальянской войны (1940—1941), в которой в силу необходимости приняли участие большинство кораблей ветеранов Балканских и Первой мировой войн и Малоазийского похода[64] командующему флота, адмиралу Александру Сакеллариу (1887—1982), пришлось напомнить и разъяснить о роли флота в Малоазийском походе. После того как на заседании генштаба генералы сухопутных войск несколько иронично высказались о том, что флот является «роскошным родом вооружённых сил», адмирал Сакеллариу заявил: «Флот, если он присутствует, не делает своё присутствие необходимым. Но только тогда, когда он отсутствует, все осознают его вклад. Никто не почувствовал его присутствия в 1922 году. Но никто не подумал о том, на каких условиях мы бы подписали мир, если бы его (флота) не было»[65].

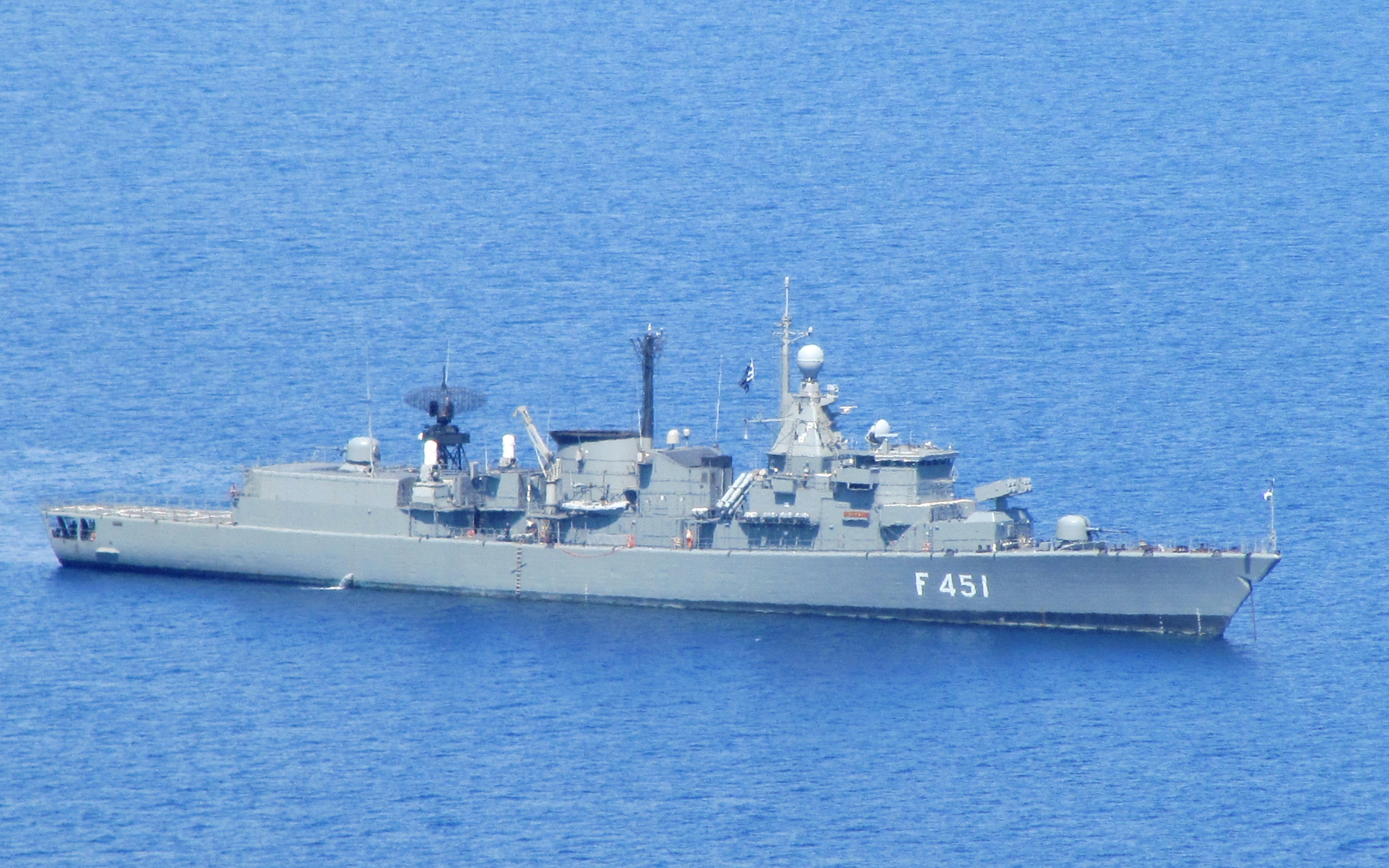
Фрегат ВМС Греции «Лемнос» — наследник участвовавшего в Малоазийском походе линкора «Лемнос».

- В сегодняшней Турции раздаются голоса недовольства подписанным в 1923 году Лозаннским соглашением. Так президент Р. Эрдоган в сентябре 2016 года заявлял: «Мы отдали острова (Эгейского моря) посредством Лозаннского соглашения», обвиняя задним число И. Инёню, поставившего свою подпись под соглашениями. «В 1920 году нам угрожали Севрским договором и наконец убедили подписать Лозаннские соглашения. Острова, на которых, если мы крикнем, наш голос будет услышан напротив, мы отдали в Лозанне». При этом турецкий президент замалчивает тот факт, что эти греческие острова были освобождены греческим флотом в ходе побед над турецким флотом в Первую Балканскую войну (1912—1913) и были надёжно защищены греческим флотом в ходе Первой мировой войны и Малоазийского похода[66]. Пресечение подобных амбиций своим присутствием (Fleet in being) по прежнему остаётся основной задачей греческого флота[67].